# Bayreuth (stad)
Bayreuth is een kreisfreie Stadt in de Duitse deelstaat Beieren. De stad telt 74.048 inwoners (31 december 2020) op een oppervlakte van 66,92 km². 

## Stadsindeling
Bayreuth bestaat officieel uit 74 Gemeindeteile, stadsdelen. Er zijn echter nog andere stadsindelingen in gebruik, waaronder een verdeling in 39 stadsdistricten. Zie onderstaand, aan de website van de gemeente ontleend PDF-document uit 2016 voor een opsomming van deze 39 districten en een plattegrondje met de ligging daarvan:
www.bayreuth.de/wp-content/uploads/2016/10/Stadtplan-Stadtdistrikte-Stand-2016.pdf
Verwarrend is, dat een buitenwijk van Bayreuth, iets ten westen van het centrum, Altstadt (oude stad) heet. Tot plm. 1900 was dit een apart dorpje met de naam Altenstadt. Tegenwoordig heeft deze, grotendeels na de Tweede Wereldoorlog volgebouwde, wijk circa 11.000 inwoners.
Andere relatief belangrijke stadsdelen zijn:
- Grüner Hügel, de wijk waar het Bayreuther Festspielhaus staat, aan de noordwestkant van de binnenstad
- Laineck, een dorp met bijna 2.000 inwoners ten noordoosten van het stadscentrum
- Sankt Georgen, een plaats aan de noordoostkant van het centrum, die tot 1811 een zelfstandig stadje was
- Seulbitz, 6 km ten oosten van de stad, met de geneeskrachtige bron Lohengrin-Therme, sedert de opening van dit door de deelstaat Beieren erkende  kuurcentrum in 1999 een kuuroord

## Ligging, infrastructuur

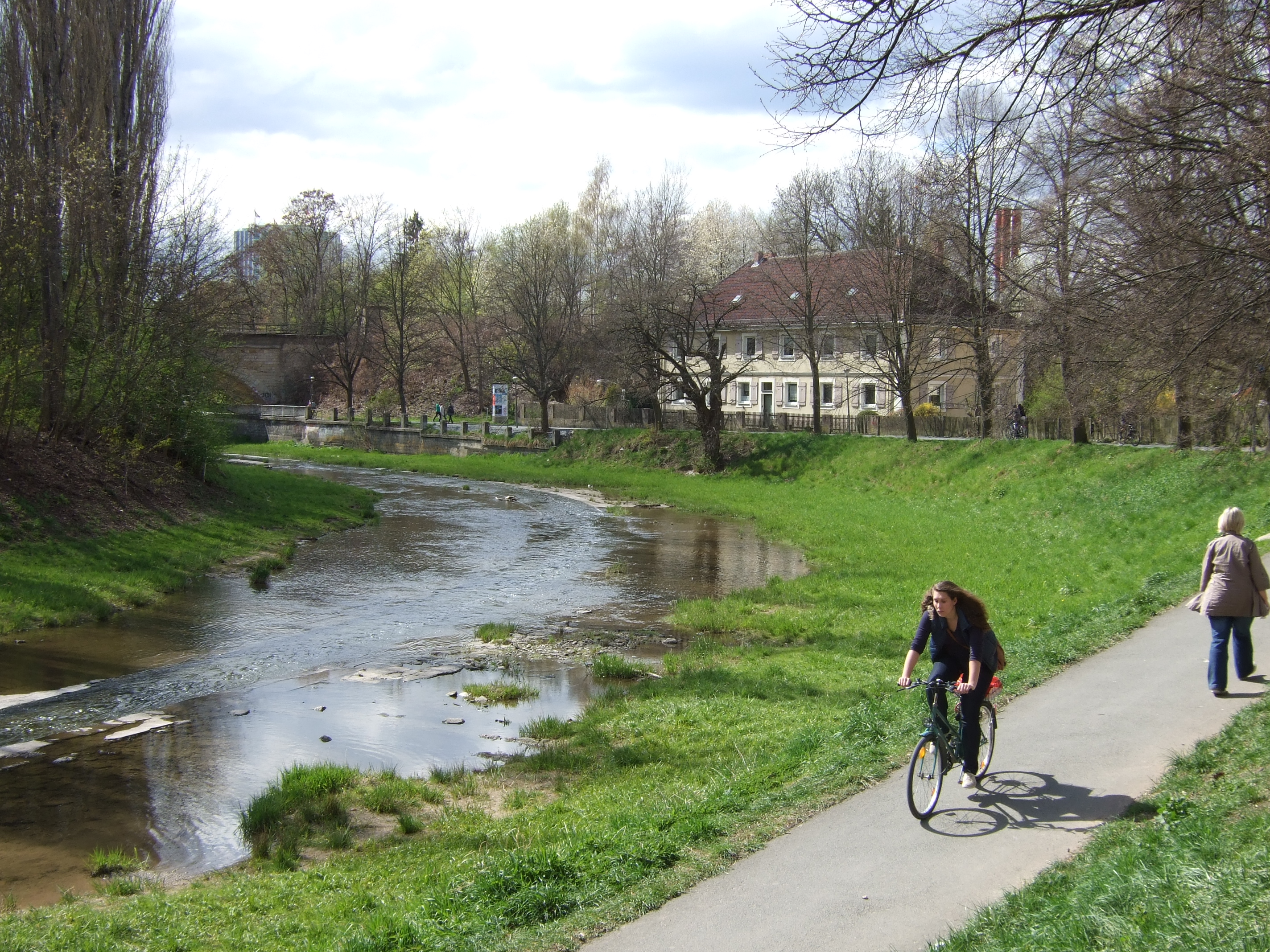
De Rote Main

Bayreuth ligt in het noordoosten van de deelstaat Beieren.
Door de stad stroomt de Rote Main, een van de twee bronrivieren van de Main. De Rote Main is niet bevaarbaar. Door het stadsgebied lopen verder een aantal kleine beken, waaronder de Mistel, de Warme Steinach, de Aubach en de Sendelbach.
Ten oosten van de in een dal gelegen stad verheft zich het Fichtelgebergte, en ten westen ervan de Fränkische Schweiz. De 594 m hoge Sophienberg, in de zuidelijke buurgemeente Haag (Opper-Franken), is de het dichtst bij de stad gelegen heuvel.

### Buurgemeenten
Vanaf het noorden, in de richting van de wijzers van de klok:
- Heinersreuth
- Bindlach
- Weidenberg, in het oosten
- Emtmannsberg
- Haag (Opper-Franken), in het zuiden
- Gesees
- Mistelbach (Opper-Franken)
- Eckersdorf, in het westen
- een gemeentevrije zone.

Alle buurgemeenten liggen in de Landkreis Bayreuth.

### Autoverkeer
De belangrijkste verkeerswegen in en om Bayreuth zijn:
- Autobahn A9 Leipzig - München, in noord-zuidrichting, afrit 41, Bayreuth-Nord en 42, Bayreuth-Süd
- Bundesstraße 2, min of meer parallel aan de A9; de bovengenoemde Autobahn-afritten komen op deze B2 uit
- Bundesstraße 22 Bamberg - Cham, in west-zuidoostrichting
- Bundesstraße 85, vanuit Bayreuth noordwestwaarts richting Kronach

Autobahnknooppunt Dreieck Bayreuth/Kulmbach, waar de A9 de Autobahn A70 kruist, ligt 7 km ten noorden van Bayreuth, iets ten oosten van Harsdorf.

### Trein en bus

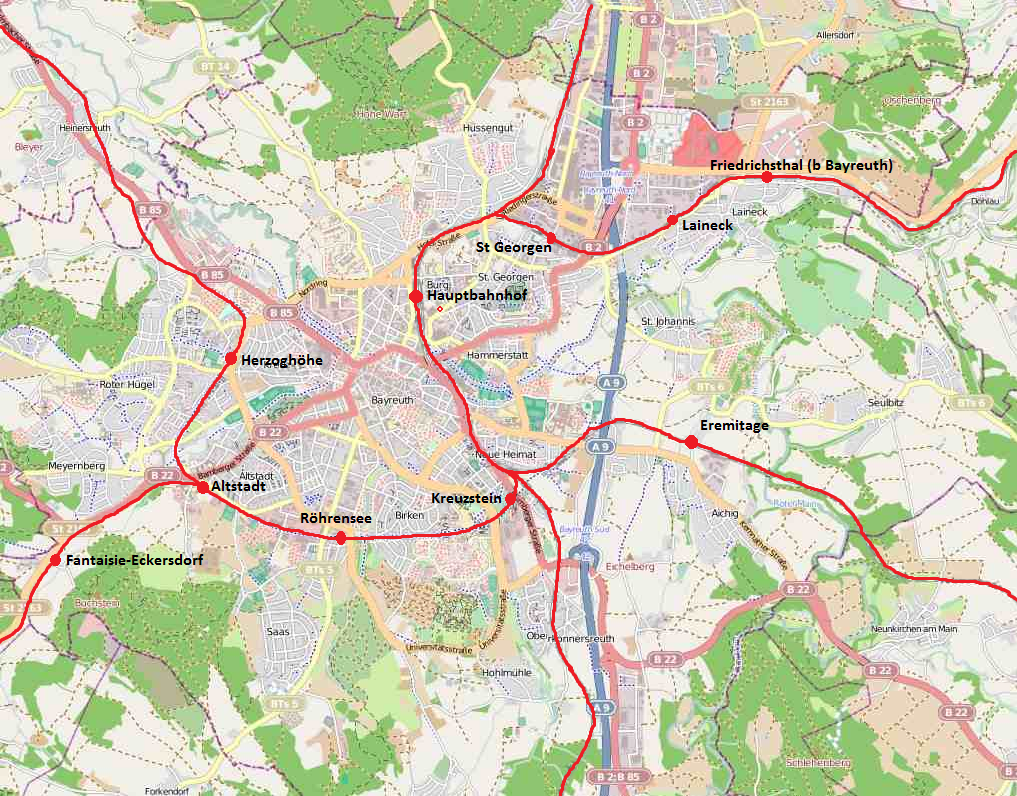
Het spoorwegnet rondom Bayreuth (2011)
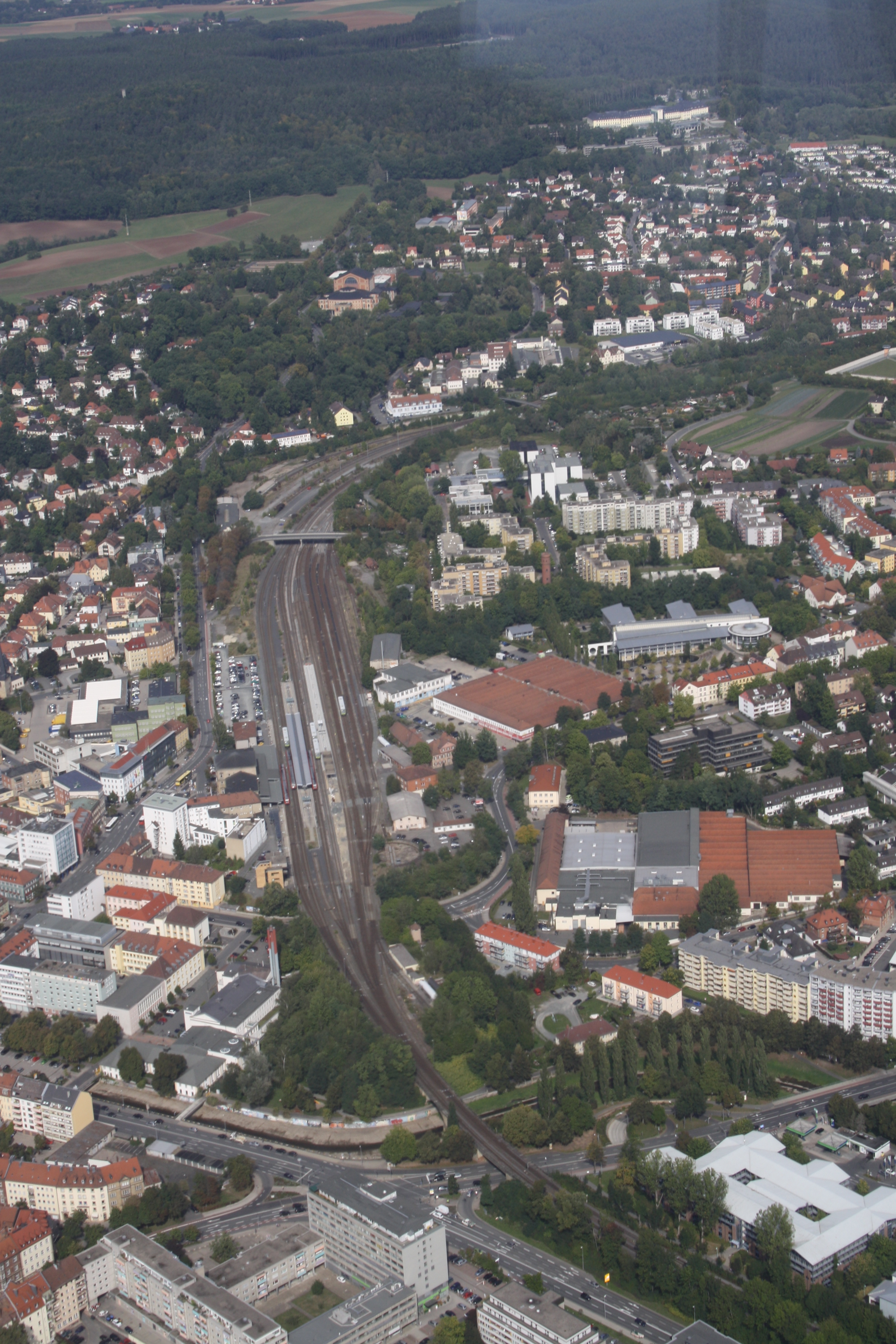
Luchtfoto emplacement Bayreuth Hbf

Sinds november 1853 bestaat het centrale station van de stad, Bayreuth Hauptbahnhof.  Van hieruit rijden treinen, in de meeste gevallen stoptreinen met een frequentie van 1 x per uur of 1 x per twee uur, te weten:
- zuidwaarts, naar Neurenberg en Marktredwitz via Schnabelwaid
- noordoostwaarts naar Weidenberg
- noordwaarts naar Neuenmarkt, met overstapmogelijkheid richting Bamberg en Station Hof, Kulmbach en Coburg; incidenteel ook rechtstreekse treinen vanuit Bayreuth zonder overstap te Neuenmarkt.
- oost-zuidoostwaarts naar Kirchenlaibach, gem. Speichersdorf.

Nog in gebruik zijnde andere stations en spoorweghaltes in de gemeente Bayreuth bevinden zich te Sankt Georgen, Laineck en Friedrichsthal. Alle drie deze haltes liggen ten noordoosten van het centraal station aan het door agilis geëxploiteerde spoorlijntje naar Weidenberg.
Het centrale busstation van Bayreuth ligt dicht bij de Rode Main, aan de B22, aan de Hohenzollernplatz. Dit plein ligt direct aan de noordwestrand van het centrum en circa 400 meter ten zuidwesten van het centraal station.  Frequente busverbindingen bestaan vooral in zuidoostelijke richting, met de universiteit.

### Overig
In de stad wordt de fiets, waar mogelijk, vooral door de vele studenten gebruikt. Dit verloopt anno 2022 nog niet overal zonder problemen; bij gebrek aan fietspaden wordt aan de fietsers op veel plekken het gebruik van voetgangerszones en trottoirs toegestaan.
Bayreuth beschikt sinds 1953 over een klein vliegveld met de naam Verkehrslandeplatz Bayreuth of Airport Bayreuth. Het heeft een geasfalteerde start- en landingsbaan van 1.034 m lengte en 30 m breedte. Parallel hieraan lopen  drie 800-900 m lange, 30 m brede graspistes, bedoeld voor de zweefvliegsport. Het vliegveld ligt bijna 10 km ten noordoosten van het centrum van Bayreuth, nabij buurgemeente Bindlach. Het heeft ICAO-code EDQD en IATA-code BYU. De geografische coördinaten luiden: 49 graden, 59 minuten en 4 seconden noorderbreedte; 11 graden, 38 minuten en 19 seconden oosterlengte.

## Economie

### Industrie, ambacht
- Het internationale concern LyondellBasell heeft te Bayreuth een chemische fabriek, waar polyolefinen worden geproduceerd.
- Een traditioneel ambachtelijk bedrijf te Bayreuth is Steingraeber, dat piano's en concertvleugels maakt.
- Een ander traditioneel bedrijf is de weizenbierbrouwerij Brauerei Gebr. Maisel, met eigen biermuseum.
- De in het verleden grootschalige fabricage van sigaretten in de stad zal, naar verwachting, binnen enkele jaren tot het verleden behoren.
- De firma Cybex maakt en verhandelt te Bayreuth auto-kinderzitjes.

Een uitgestrekt bedrijventerrein bevindt zich aan de noordoostkant van de stad, rondom afrit 41 van de A9. Kleinere bedrijventerreinen liggen ten zuidoosten van de stad, nabij de universiteit en afrit 42 van de A9. Midden- en kleinbedrijf, van alleen regionale of plaatselijke betekenis, overheerst. 

### Dienstensector en overig
Vooral vanwege de Richard-Wagner-Festspiele trekt de stad veel, vooral cultureel geïnteresseerde, toeristen.
De aanwezigheid van de universiteit is, met name vanwege de werkgelegenheid, ook een economische factor van betekenis. Ook zijn er talrijke scholen voor middelbaar en hoger beroepsonderwijs (Berufsfachschulen) gevestigd.
Bayreuth is een regionaal bestuurscentrum; er staat een gevangenis, en er is een groot aantal regionale bestuursinstanties gevestigd.
De gezondheidszorg is, vanwege de werkgelegenheid, ook economisch van betekenis voor Bayreuth. Aan de noordkant van de stad staat het ziekenhuis Hohe Warte, met als specialisme de neurologie. Ook de universiteit beschikt over een academisch ziekenhuis in de stad. Daarnaast is er een psychiatrische kliniek. 

## Geschiedenis

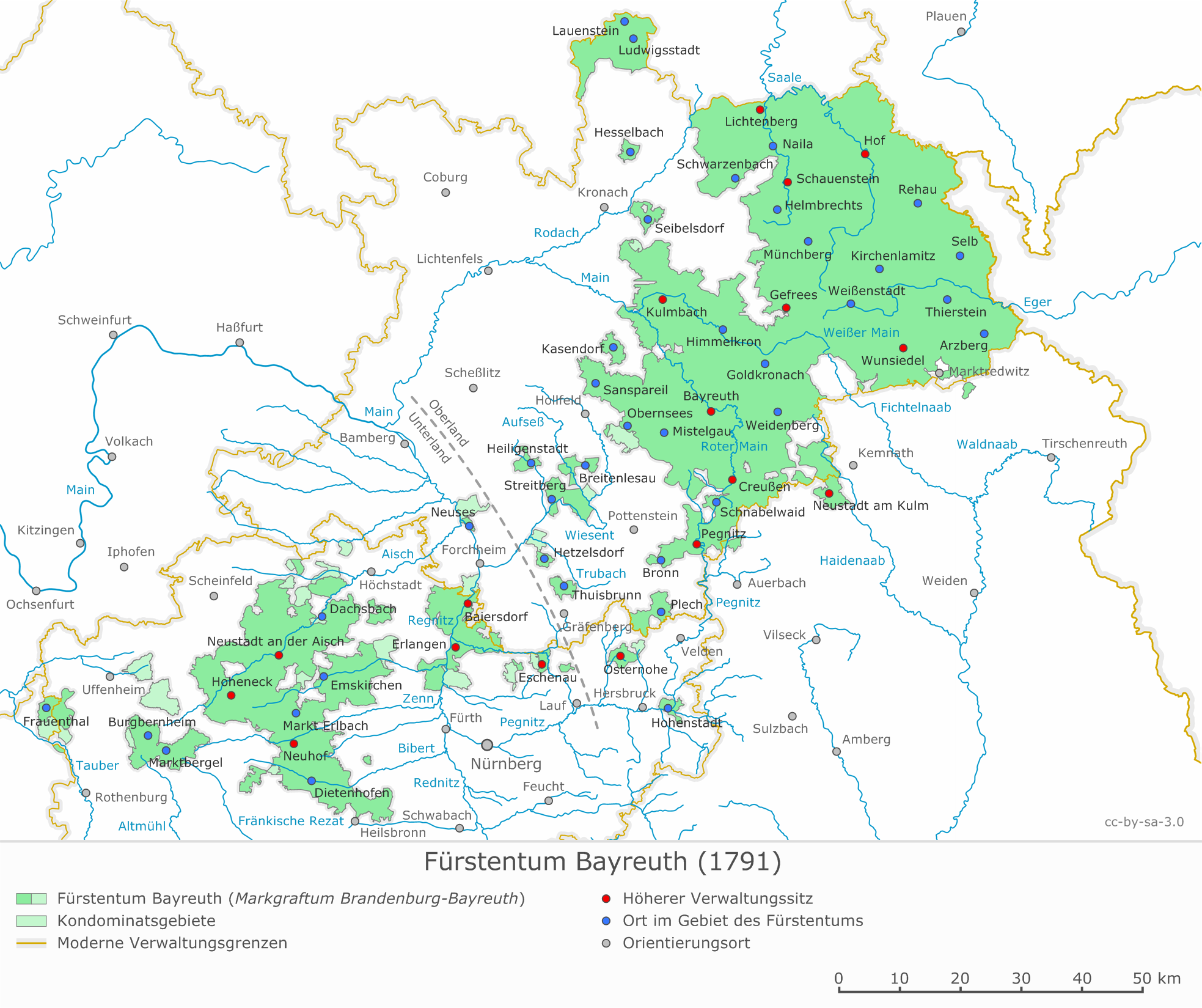
Kaart Vorstendom Bayreuth (1791)

Prehistorische vondsten zijn in diverse stadsdelen gedaan. Daaruit blijkt, dat in de Jonge Steentijd en de Bronstijd reeds mensen op het gebied van het huidige Bayreuth woonden. Ook zijn bij de heuvel Bindlacher Berg sporen van een door Kelten bewoonde nederzetting (ca. 400 v. Chr.)  ontdekt.  Uit de vroege middeleeuwen dateerde een versterking nabij  de latere Burg Laineck. In de 9e en 10e eeuw vestigden Franken zich in het gebied. Het stadsdeel Altstadt, oorspronkelijk Altenreuth genaamd, is ouder dan Bayreuth zelf, en ontstond wellicht reeds kort na het jaar 1000.
De oudste vermelding van Bayreuth, als Baierrute, in een uit 1194 daterend document van hertog Otto VI van Andechs. Deze was als Otto II de eerste bisschop van het Aartsbisdom Bamberg, die stamde uit het adellijke huis Andechs-Meranië. Zie ook: Andechs;  Dießen am Ammersee; Hertogdom Meranië. Het eerste gedeelte van de plaatsnaam heeft een onzekere herkomst; de lettergreep -reuth- is een variant van -rode (nederzetting op een plek, waar bos gerooid is).
Bayreuth ontwikkelde zich tot een marktnederzetting, die in 1199 nog als dorp, maar in 1231 als stad wordt vermeld. In de tussenliggende periode moeten de heren, toen nog graven, van Andechs-Meranië de plaats het stadsrecht hebben verleend. Vanaf 1260 behoorde Bayreuth tot het gebied van de Rijksstad Neurenberg. Rond 1200 bestond reeds een voorgangster van de huidige Stadtkirche. In 1361 verwierf Bayreuth, evenals Kulmbach, het muntrecht. Het kende in de tijd tot 1430 enige bloei door handel en ambacht.
In 1430, vermoedelijk op 30 januari,  werd Bayreuth tijdens de Hussietenoorlogen door hussitische troepen, van de radicale groepering der taborieten, onder de krijgsheer Andreas Prokop ingenomen, en ondanks dat Bayreuth geen verzet had geboden, platgebrand. Markgraaf Frederik I en zijn opvolger, Johan, lieten de stad in de jaren dertig en veertig van de 15e eeuw weer opbouwen en ommuren. Toch was de grootste bloei van Bayreuth voorbij: er volgden door godsdienstoorlogen overschaduwde tijden.
In het begin van de 16e eeuw verwierf markgraaf Casimir een ongunstige reputatie vanwege zijn hardvochtig en wreed optreden tijdens de Duitse Boerenoorlog (1525). In 1527 werd Casimir opgevolgd door zijn broer George, die de Reformatie volgde en ook zijn onderdanen dwong, tot de kerkelijke gezindte van Maarten Luther over te gaan. Er volgden verscheidene godsdienstoorlogen. Tijdens één daarvan, de zogenaamde Tweede Markgravenoorlog (1553-1554), die door markgraaf Albrecht Alcibiades tegen een katholieke coalitie werd verloren, werd Bayreuth in 1553 nogmaals verwoest.
Het Vorstendom Bayreuth of Markgraafschap Brandenburg-Kulmbach was reeds omstreeks 1415/1417 ontstaan, toen het Huis Hohenzollern een gedeelte van het gebied van de burggraven van de Rijksstad Neurenberg had geërfd. Frederik I van Brandenburg was tevens als Frederik VI burggraaf van Neurenberg. Onder zijn heerschappij splitste Brandenburg-Kulmbach van Neurenberg af. Tot 1604 was de residentie van dit graafschap in kasteel Plassenburg te Kulmbach gevestigd, nadien te Bayreuth. Dat leidde tot economisch herstel, vooral vanaf circa 1680 door de immigratie van hugenoten, bekwame handwerkslieden.
De markgraven waren sedert de Reformatie in de 16e eeuw protestants. Daarom is tot op de huidige dag de meerderheid van de christenen in Bayreuth evangelisch-luthers.
In 1605 en 1621 liep Bayreuth door grote stadsbranden veel schade op. In 1495 en 1602 woedde er een pestepidemie, die beide keren 20% van de bevolking het leven kostte.
De tweede bloeiperiode van Bayreuth was de 18e eeuw, waarin de markgraven zich een grote weelde permitteerden, en talrijke luxueuze gebouwen ontstonden, zie hierna onder Bezienswaardigheden. In deze eeuw bleef Bayreuth ook tot aan de Napoleontische tijd voor oorlogsgeweld gespaard. De verlichte markgraven stonden ook aan joden en rooms-katholieken weer toe, hun geloof uit te oefenen.
In 1806, tijdens de Vierde Coalitieoorlog, vielen stad en graafschap Bayreuth in handen van het Frankrijk van Napoleon Bonaparte. In 1810 verkocht Frankrijk het gebied aan het Koninkrijk Beieren, dat van 1871 tot 1918 onderhorig was aan het Duitse Keizerrijk. Sedert 1918 ligt Bayreuth in Beieren. Onder Beiers bestuur werden kazernes in een zuidelijke wijk van de stad (Kasernenviertel) gebouwd, die tot 1945 bleven bestaan. In 1853 begon de industriële revolutie op bescheiden schaal met de aansluiting van Bayreuth op het spoorwegnet. Vanaf 1868 mochten joden er werken in ambachten, door de opheffing van de gildedwang. In de late 19e eeuw en de vroege 20e eeuw waren de fabricage van bier, suiker en textielproducten de belangrijkste industriële activiteiten in Bayreuth. Tussen 1900 en 1910 was er veel arbeidsonrust onder de arbeiders, waaronder talrijke stakingen.
Adolf Hitlers nazi's hadden in de stad van Hitlers lievelingscomponist Richard Wagner reeds vanaf 1923 relatief veel aanhang. Illustratief hiervoor is, dat reeds begin 1933 de plaatselijke lutherse dominee een plechtige dienst in de Stadtkirche leidde, waarbij muziekkorpsen van de SA optraden en massaal de Duitse versie van het kerklied Wilt heden nu treden werd gezongen. In de periode van het Derde Rijk was Bayreuth een Gauhauptstadt, wat tot een forse bevolkingsgroei en de bouw van verscheidene nieuwe woonwijken leidde. In juli 1936 was Bayreuth de plaats, waar Hitler de levering van Duitse bommenwerpers aan de troepen van Francisco Franco toestond, wat er wezenlijk toe bijdroeg, dat Franco de Spaanse Burgeroorlog won. De meeste joden van Bayreuth vielen van 1938-1945 ten offer aan de Holocaust. Ook veel Oost-Europese krijgsgevangenen kwamen in en rondom Bayreuth om het leven, o.a. in het nevenkamp van het Concentratiekamp Flossenbürg.
In april 1945 vielen Amerikaanse bommenwerpers diverse malen  de industriewijken en de stationsbuurt van Bayreuth aan. Daarbij vielen in totaal ten minste 875 doden in de stad. Een communistische Duitse gevangene van de Gestapo, Karl "Charly" Ruth, die in mei 1940 te Brugge was gearresteerd, wist aan het einde van de Tweede Wereldoorlog, half april 1945 tijdens een geallieerd bombardement op de stad uit de gevangenis van Bayreuth te ontsnappen en zich bij de oprukkende Amerikanen aan te sluiten. Gehuld in Amerikaans uniform en met de nodige bluf wist hij de vrijlating van 2.000 gevangenen van de nazi's uit de gevangenis van Bayreuth af te dwingen. Zijn inspanningen voorkwamen ook een grootschalig Amerikaans bombardement op het centrum van Bayreuth. Hij wordt te Bayreuth nog altijd als redder van de stad geëerd. Uiteindelijk was in totaal "slechts" 36,8% van de huizen van de stad in de oorlog verwoest. 
De wederopbouw verliep moeizaam, mede doordat de stad duizenden Duitse Heimatvertriebene uit het Tsjechische Sudetenland moest opvangen. Pas rond 1950 was het dagelijks leven te Bayreuth weer min of meer normaal. In 1958 waren in de stad grote fabrieken van Grundig (elektrische apparaten) en British American Tobacco (sigaretten) opengegaan. Het gemeentebeleid in de periode tot plm. 1979 werd later sterk bekritiseerd vanwege het veelvuldig slopen van, ook monumentale, oude gebouwen en vellen van bomen in de stad. In de periode tot 1966 raakte de stad in opspraak, omdat de extreemrechtse NPD er naar verhouding veel (maximaal 14% van de stemmen) aanhang had. In 1971 werd de Universiteit van Bayreuth gesticht. De verdere ontwikkeling van het stadsleven in Bayreuth week nadien niet zeer veel af van die in vergelijkbare Duitse steden.

## Wetenschap, hoger onderwijs
Bayreuth is een universiteitsstad. De Universiteit van Bayreuth beschikt over talrijke wetenschappelijke instituten, alsmede over de botanische tuin Ökologisch-Botanischer Garten. De universiteitsgebouwen staan circa 2 km ten zuidoosten van het stadscentrum.
Daarnaast zijn er talrijke scholen voor middelbaar en hoger beroepsonderwijs (Berufsfachschulen) gevestigd.

## Bezienswaardigheden en evenementen

### Richard-Wagner-Festspiele
De stad is bekend vanwege de Bayreuther Festspiele die elk jaar in de zomer plaatsvinden. Uit de hele wereld komen liefhebbers van de opera's van Richard Wagner om de voorstellingen bij te wonen.
Wagner kwam in 1871 naar Bayreuth vanwege het Markgrafelijk Operahuis (Markgräfliches Opernhaus; sedert 2012 UNESCO- wereldcultuurerfgoed). Het rococotheater werd tussen 1746 en 1750 gebouwd in opdracht van Markgräfin Wilhelmine, de lievelingszuster van Frederik de Grote. Wagner kwam op bezoek vanwege het grote toneel. De repetities werden onmiddellijk gestopt. Wagner was niet tevreden over de mogelijkheden op het toneel en niet onder de indruk van de stijlvolle zaal. Hij besloot zelf een theater te laten bouwen, buiten de stad op de Grüne Hügel, en tevens te getuigen van zijn andere scheppende kwaliteiten. Vanaf 1876 vinden hier de Richard-Wagner-Festspiele plaats. Na het overlijden van Wagner nam zijn vrouw Cosima Wagner de leiding over. Na haar overlijden werd Winifred Wagner, de schoondochter van Wagner, de drijvende kracht achter het festival.
Tijdens de Festspiele, midden in de zomer, lopen de mannen in smoking en de vrouwen in galajurk, hoewel het ook in dit opzicht aan het veranderen is, velen met een kussentje onder de arm. Vanwege de akoestiek zijn de stoelen namelijk niet gestoffeerd en de voorstellingen duren lang.

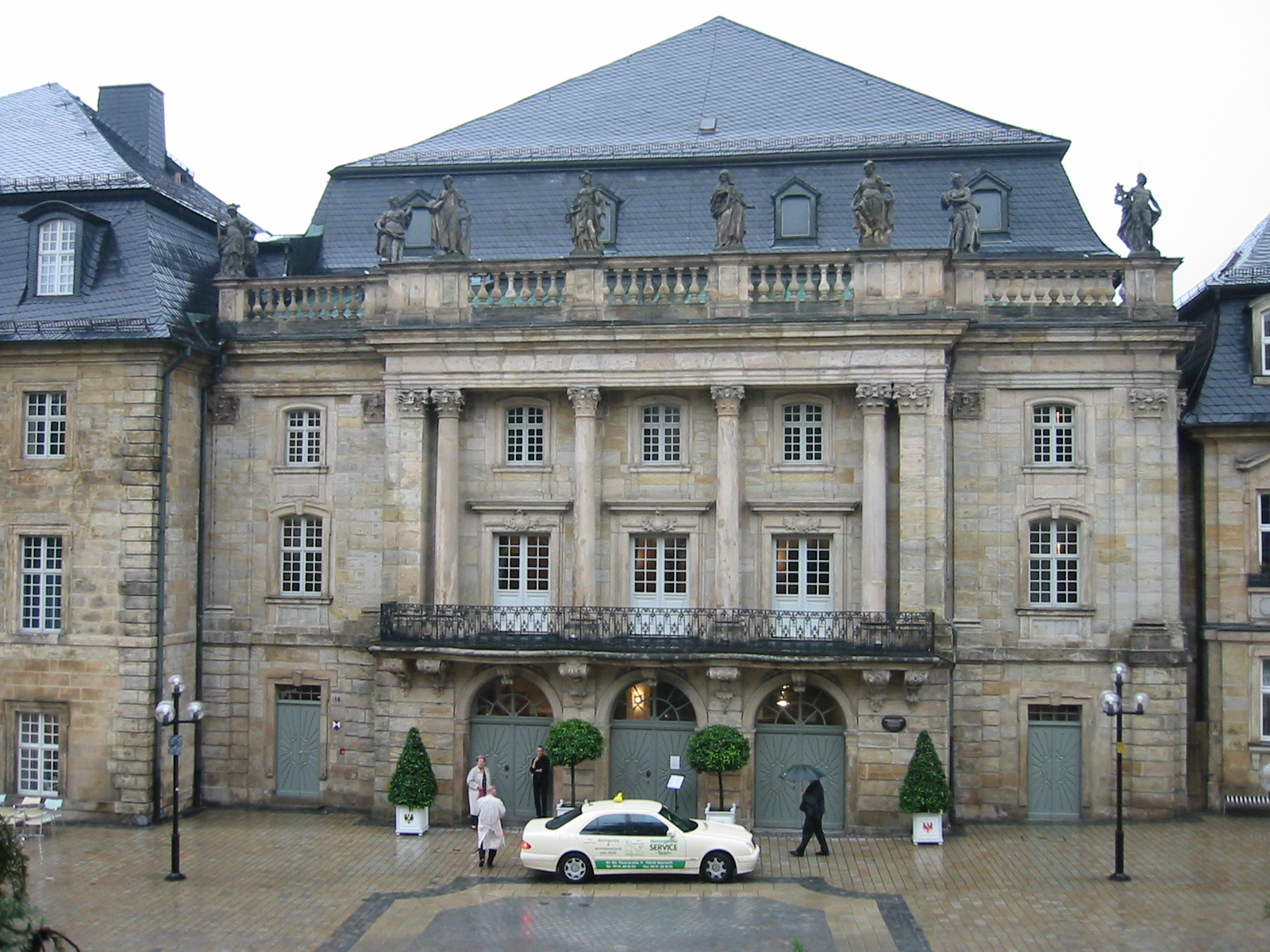
Het Markgräfliches Opernhaus, geopend in 1750.
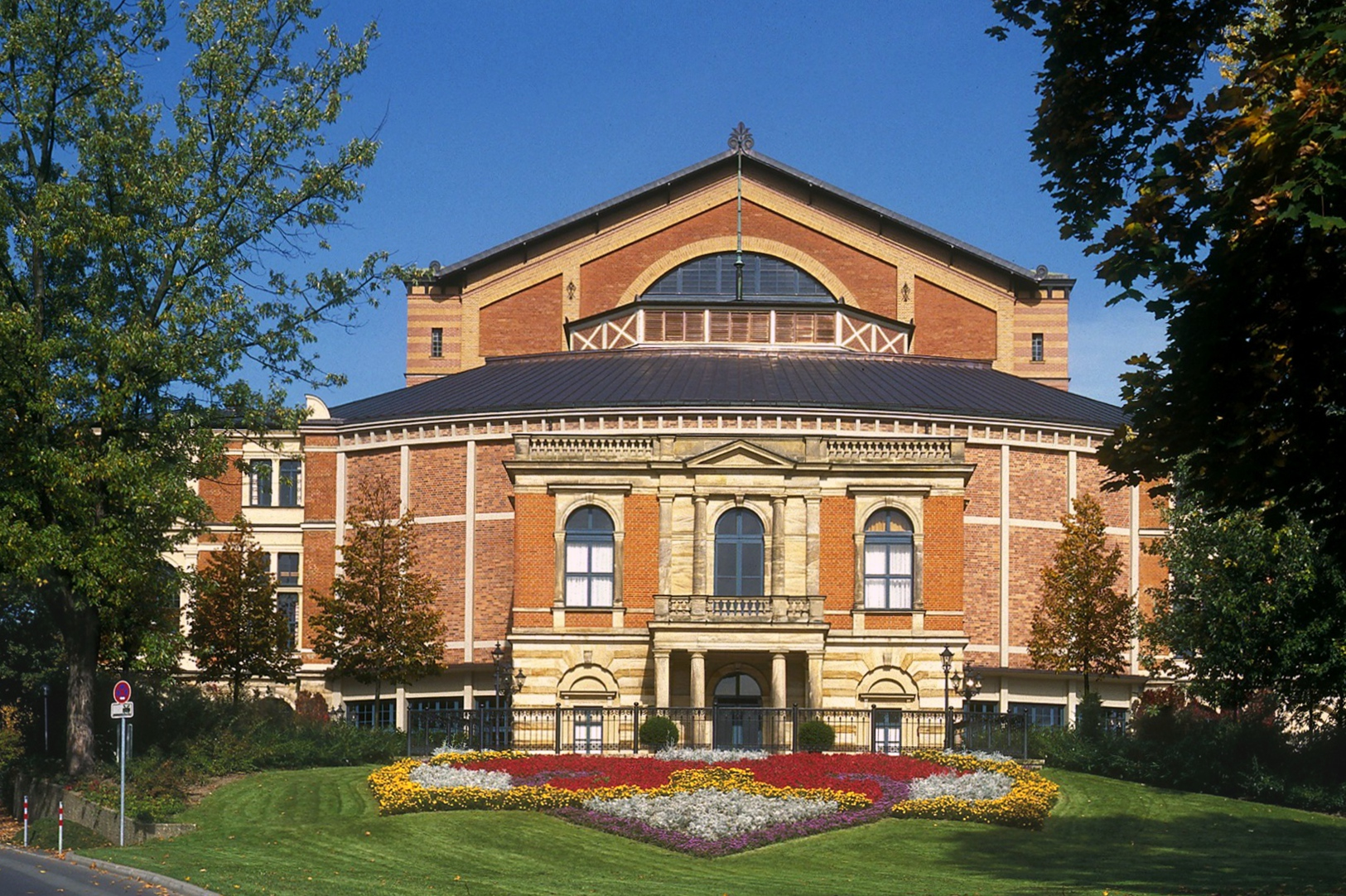
Het Richard-Wagner-Festspielhaus, geopend in 1876.

### Ensemble van gebouwen en tuinen van de Hermitage Bayreuth

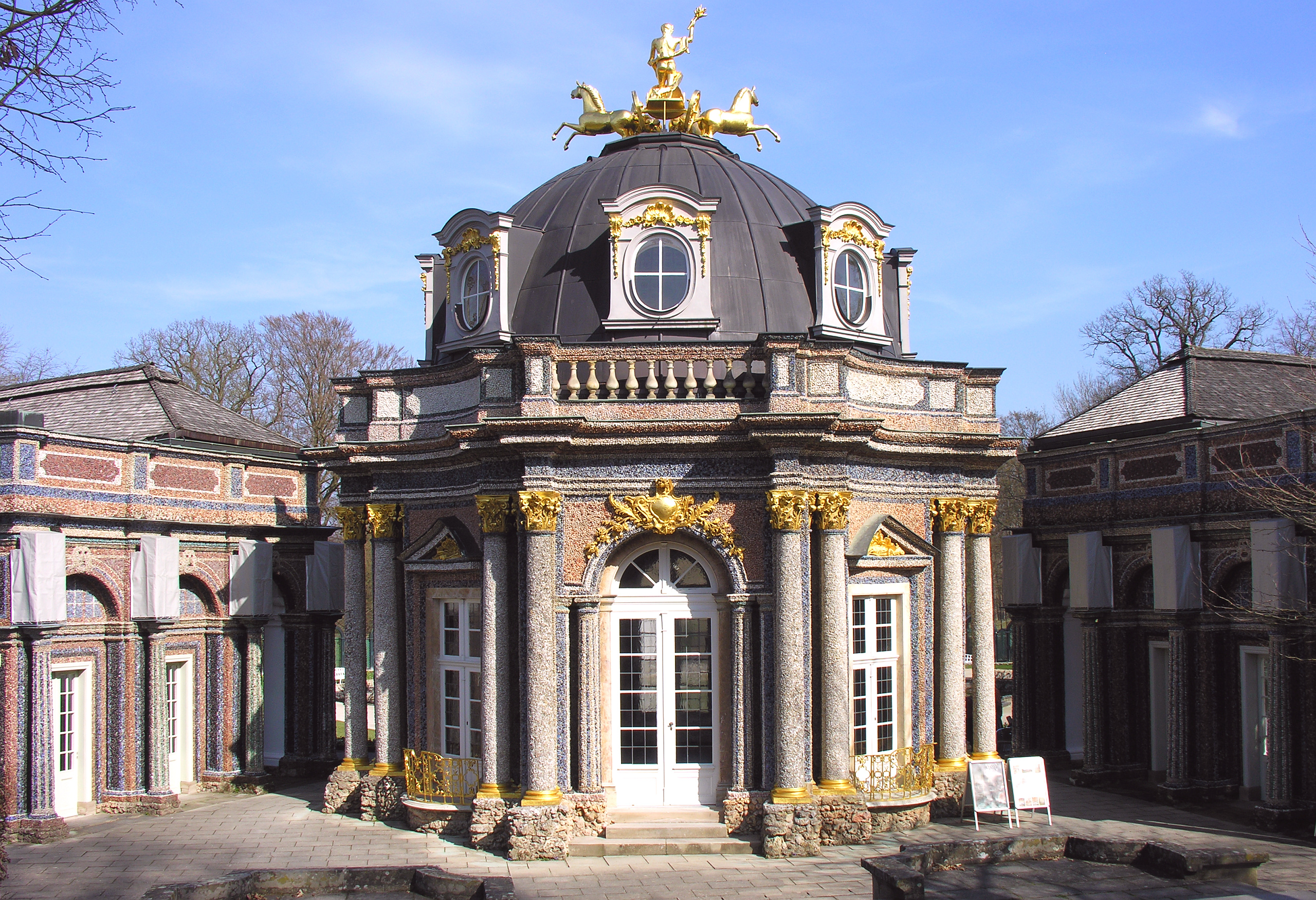
Het Nieuwe Slot (gebouwd 1753) in de hermitage van Bayreuth
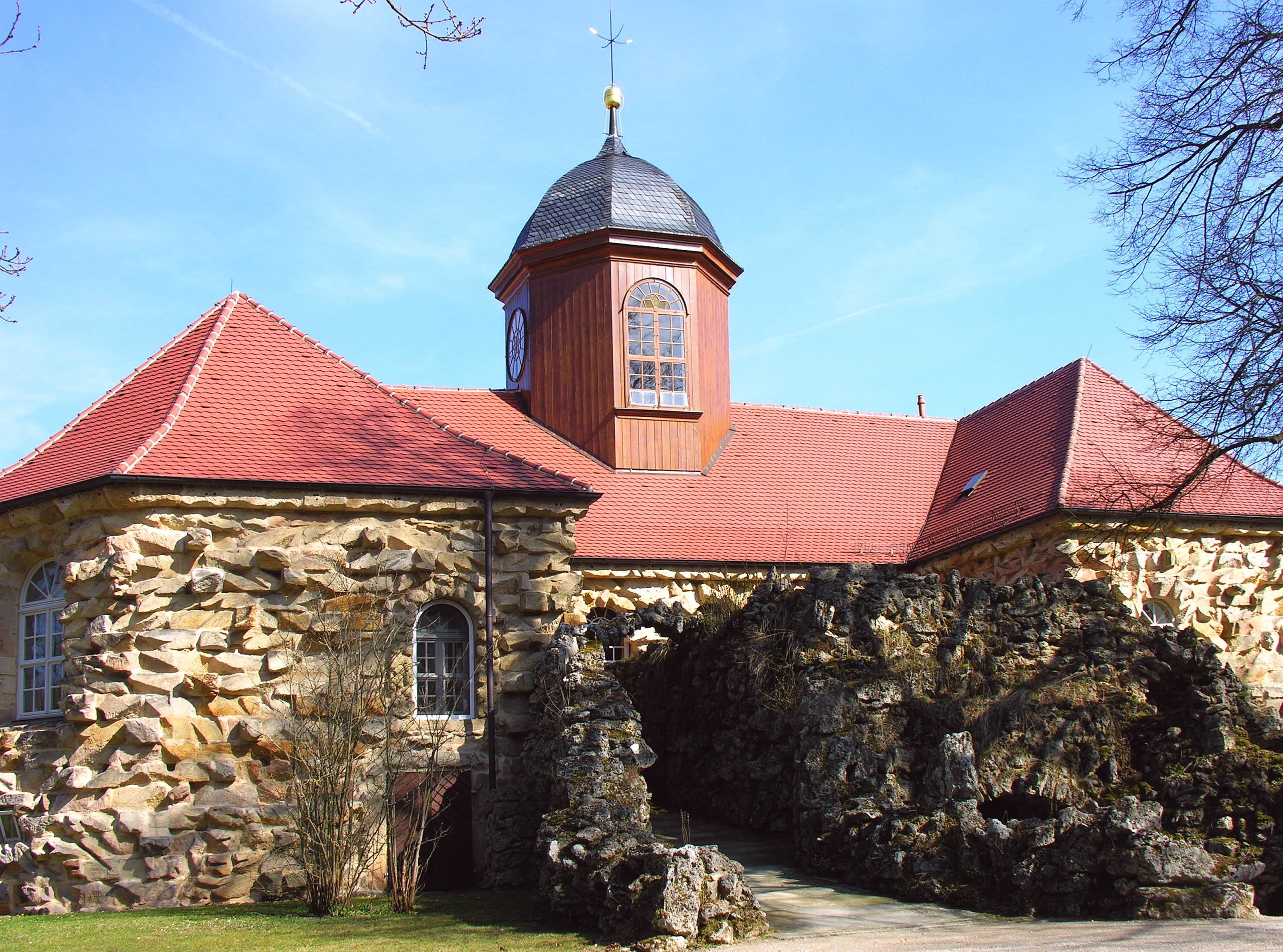
Het Oude Slot (gebouwd 1719-22) vanaf de ingangszijde
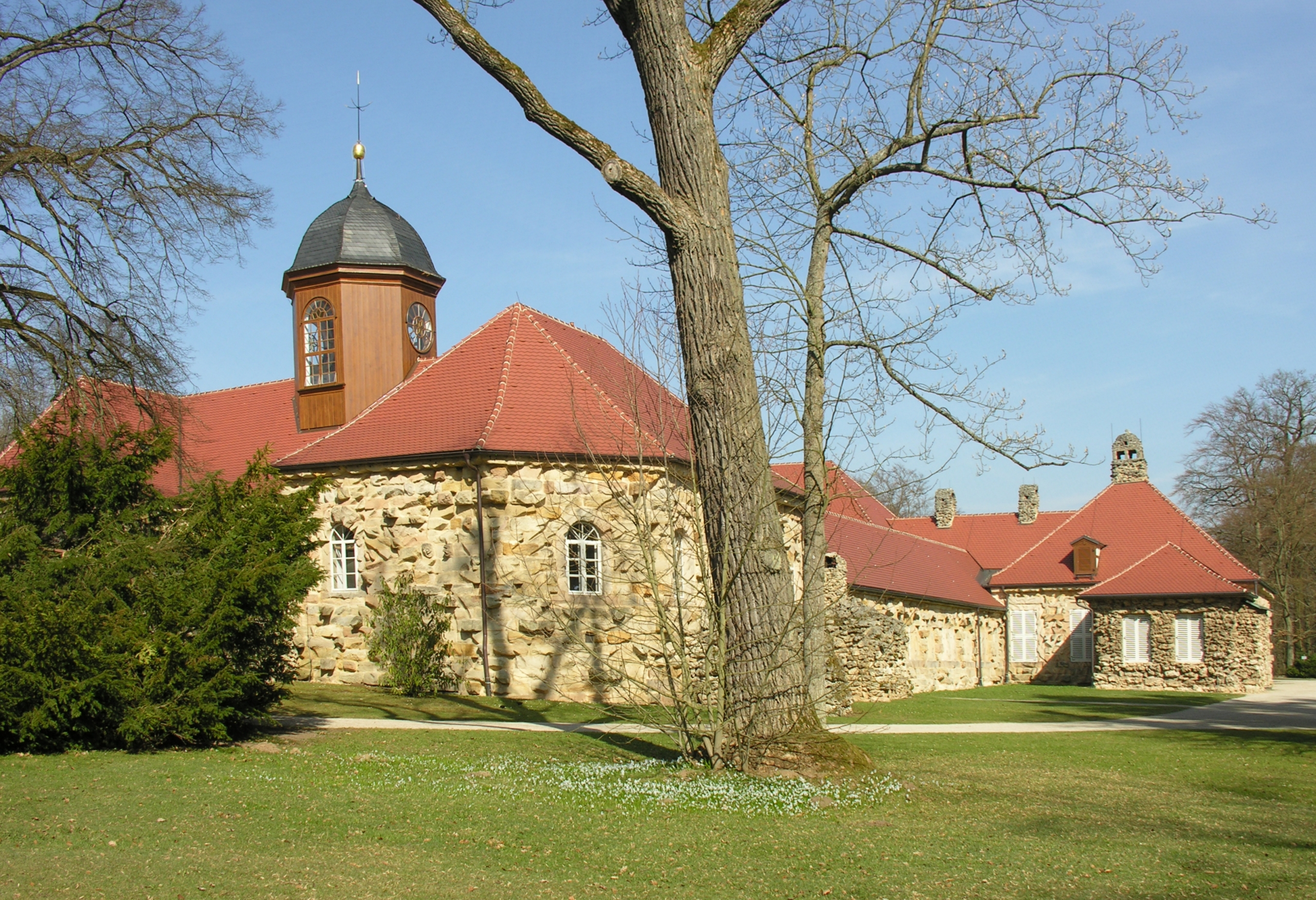
Het Oude Slot vanuit zuidoost
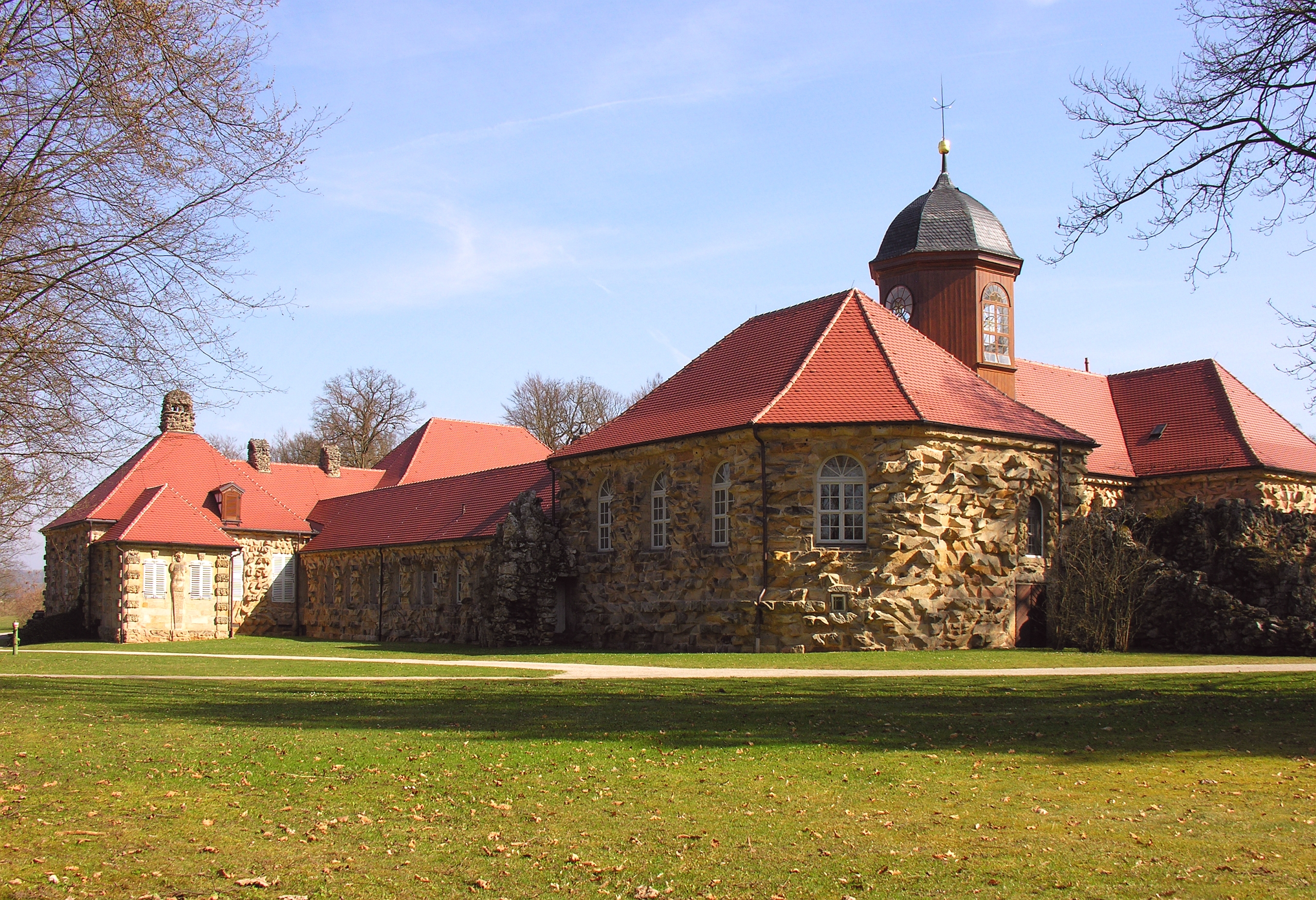
Het Oude Slot gezien vanuit het zuidwesten

De Hermitage of Eremitage is een complex van barok- en rococo-gebouwen, parken en tuinen, direct ten oosten van het tot de stad Bayreuth behorende dorp Sankt Johannis, en ten oosten van de Autobahn A9.
Het geheel werd gebouwd in de 18e eeuw; de bouw geschiedde in opdracht van markgraaf George Willem van Brandenburg-Bayreuth en zijn opvolgers.
Voor een zeer uitvoerige, vooral kunst- en architectuurhistorische beschrijving van de Eremitage wordt verwezen naar onderstaande link (Duitstalige Wikipedia).
Het Neue Schloss van de Eremitage werd aan het einde van de Tweede Wereldoorlog  in april 1945 door geallieerde bombardementen grotendeels verwoest, en in de periode 1960-2005 grotendeels gereconstrueerd c.q. herbouwd. Het staat, met de in het zuiden aangrenzende Hofgarten, aan de zuidoostelijke rand van het centrum van Bayreuth.
Het Alte Schloss van de Eremitage, niet te verwarren met het Alte Schloss in de stad Bayreuth zelf,  kan af en toe in het kader van rondleidingen worden bezichtigd. In het complex zijn diverse musea en ruimtes voor tijdelijke tentoonstellingen, concerten, restaurants e.d. ingericht.

### Musea
- Bayreuth herbergt het Neue Schloss, waarin enkele musea en expositieruimtes zijn gevestigd:
  - de Staatsgalerie met een collectie Nederlandse schilderijen uit de 17e en 18e eeuw.
  - enkele tientallen stijlkamers
  - een grote paleistuin (Hofgarten) met monumentale beelden, fonteinen e.d.
  - een Fayencemuseum
  - in de Italienische Bau een regionaal museum voor archeologie
- Direct ten noorden van de Hofgarten bevindt zich de Villa Wahnfried, ooit bewoond door Richard Wagner.  In dit gebouw is het Richard-Wagner-Museum gevestigd.
- Dicht bij Haus Wahnfried is een klein museum gewijd aan de 19e-eeuwse schrijver Jean Paul. Ook zijn voormalige stamcafé, huize Rollwenzelei, enkele kilometers ten oosten van de stad, bevat een aan deze auteur gewijde ruimte, waar hij diverse van zijn werken heeft geschreven.
- Eveneens dicht bij Haus Wahnfried, in het huis, waar de componist overleed, is een klein museum gewijd aan Franz Liszt.
- Aan de Wölfelstraße, niet ver van het Markgräfliche Opernhaus, staat het Iwalewahaus, een culturele instelling van de universiteit, met museum. Het is vooral gewijd aan kunst en cultuur van Nigeria en andere landen in Afrika van na 1930; het bevat ook een collectie etnografica uit Papoea-Nieuw-Guinea.
- Reeds sinds 1902 bestaat in een gebouw nabij het Neue Schloss het Deutsche Freimaurermuseum, gewijd aan de vrijmetselarij.
- In het Kunstmuseum, grotendeels gewijd aan kunst uit de 20e eeuw, is o.a. een aanzienlijke collectie werk aanwezig van de van zijn Non-Violence-sculpturen bekende Zweed Carl Fredrik Reuterswärd. Dit museum zetelt in het voormalige[4] stadhuis, een barok stadspaleis aan de Maximilianstraße.
- Bayreuth beschikt over nog enkele andere musea, onder andere gewijd aan witbier, paleontologie (Urwelt-Museum) en de typemachine.
- Bezienswaardig is ook het kasteeltje van stadsdeel Birken, dat omstreeks 1690 werd gebouwd. Het herbergt een kunstveilinghuis. Enkele museaal ingerichte vertrekken zijn, ook buiten de kijkdagen van het veilinghuis, regelmatig voor het publiek toegankelijk. Het staat ongeveer halverwege het stadscentrum en de universiteit.

### Kerkgebouwen e.d.
De meest markante kerkgebouwen van Bayreuth zijn:
- de evangelisch-lutherse Stadtkirche, ook H. Drieëenheidskerk geheten (17e eeuw; nadien vele malen gerestaureerd)
- de evangelisch-lutherse Spitalkirche in het centrum (1750), met fraai barok altaarstuk
- de rooms-katholieke, maar tot plm. 1812 evangelisch-lutherse Schlosskirche bij het Alte Schloss in de stad (1749), met fraai barok altaarstuk en monumentaal orgel; de toren dateert van 1567
- de evangelisch-lutherse Sint-Joriskerk of Ordenskirche in stadsdeel Sankt Georgen, oorspronkelijk de ordekerk voor de leden  van de Ordre de la Sincérité
- De uit 1760 daterende synagoge werd, na plundering tijdens de Kristalnacht van november 1938,  in 1967 heringewijd. Het gebouw staat naast het monumentale Markgräfliche Opernhaus. Om deze reden was de synagoge in 1938 niet in brand gestoken.

### Overige monumentale gebouwen
- Het Alte Schloss in het centrum van de stad Bayreuth herbergt een belastingkantoor en kan niet worden bezichtigd. Op de grote binnenplaats ervan worden af en toe kermissen, markten e.d. gehouden. Het werd in 1753 door brand zwaar beschadigd.
- Het van 1753 tot 1758 in opdracht van markgraaf Frederik van Brandenburg-Bayreuth gebouwde Neue Schloss, zie hierboven: Musea
- Kasteel Colmdorf, in het gelijknamige stadsdeel (1755; 2022 gerestaureerd). Niet te bezichtigen.
- De stad heeft enkele monumentale huizen, met name in het centrum, waaronder de Mohren-apotheek uit 1614.

### Natuurschoon, wandelen, fietsen
- De universiteit beschikt over een botanische tuin, de Ökologisch-Botanische Garten. Deze is vrij toegankelijk (de tropische kassen alleen in de weekends).
- Aan de westkant van de stad ligt het fraaie stadpark Röhrensee, met een klein dierenpark.
- De stad ligt aan enige langeafstands-wandel- en fietsroutes.
- Rondom de stad zijn wandelingen in de omringende, deels beboste, heuvels en bergen mogelijk. Zo bevindt zich ten noordoosten van de stad een 324 hectare groot natuurreservaat met de naam Muschelkalkgebiet am Oschenberg. Zie ook: Fichtelgebergte.

### Overige bezienswaardigheden en evenementen
- Kuurcentrum Lohengrin-Therme te Seulbitz, geëxploiteerd door de dienst gemeentewerken van Bayreuth, werd in 1991 geopend. Er zijn diverse mogelijkheden voor als geneeskrachtig geldende warmwaterbaden, wellness e.d., alsmede fysiotherapie en andere behandelingen van kwalen van de gewrichten.
- Bayreuth ligt aan het einde van de toeristische auto- en fietsroute Burgenstraße, een 770 km lange kastelenroute vanuit Mannheim, en aan een 550 km lange toeristische route Bayerische Porzellanstraße, langs plaatsen, waar in het verleden porselein geproduceerd is.

## Afbeeldingen

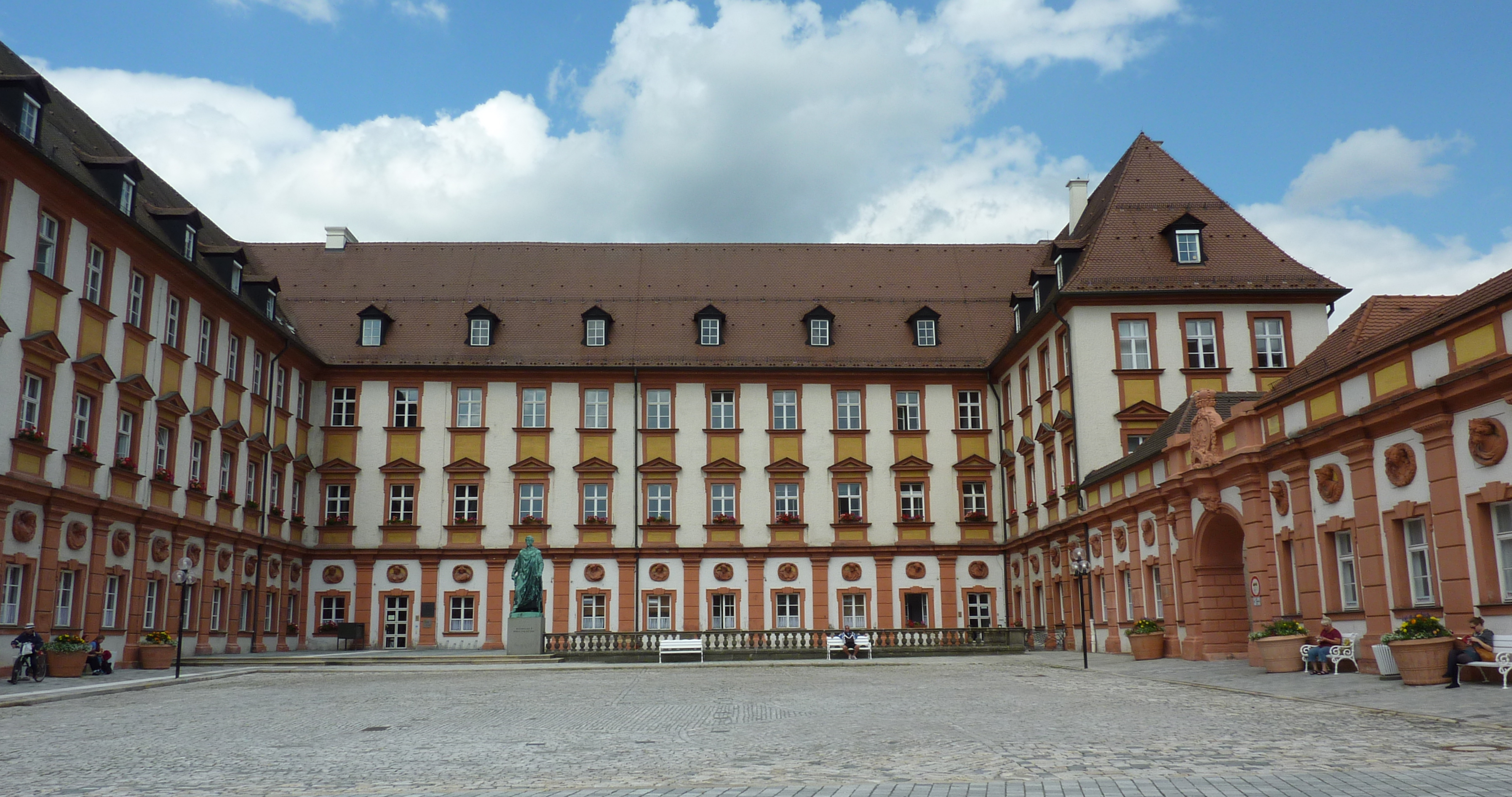
Het Alte Schloss in de stad Bayreuth
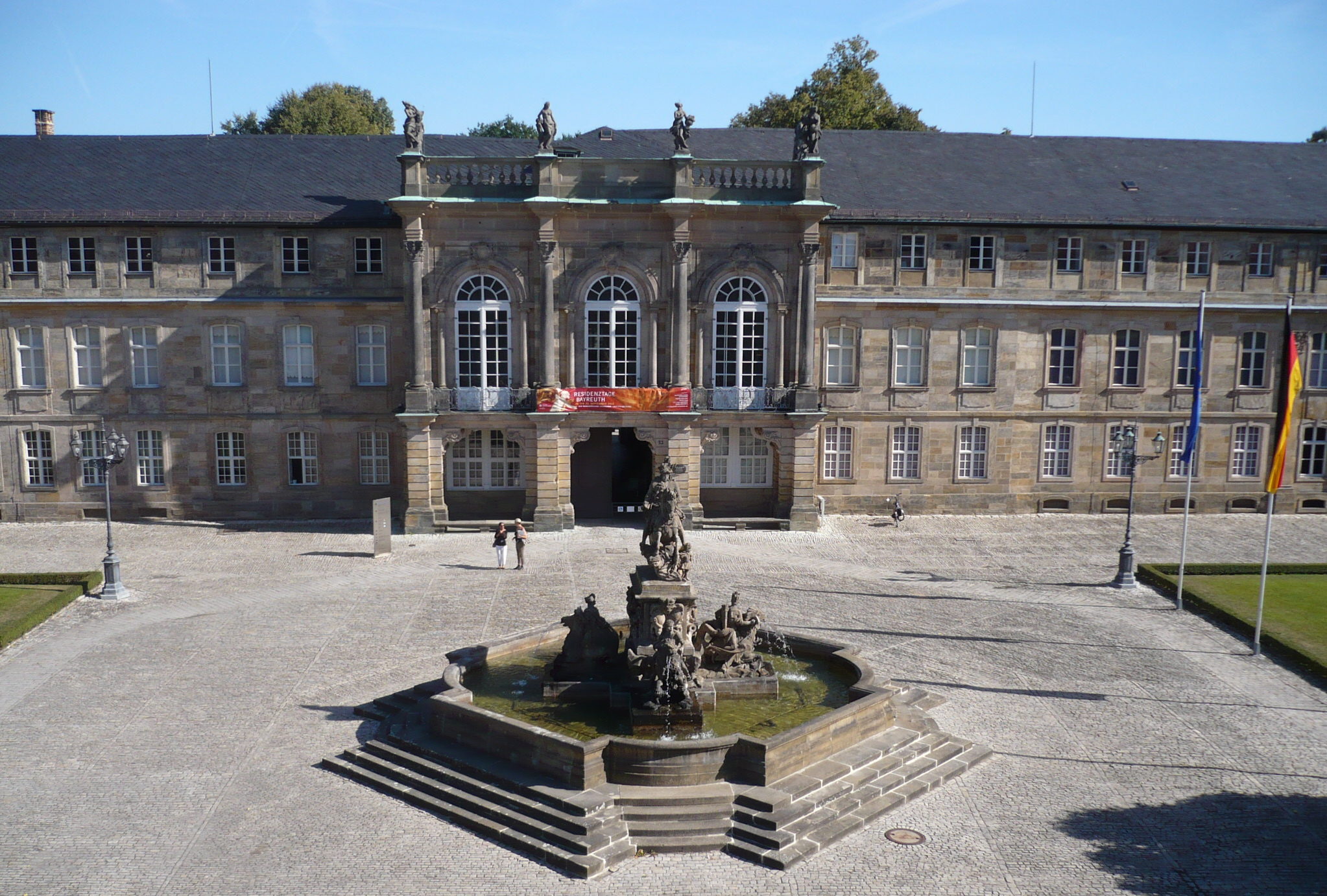
Neues Schloss met Markgravenfontein
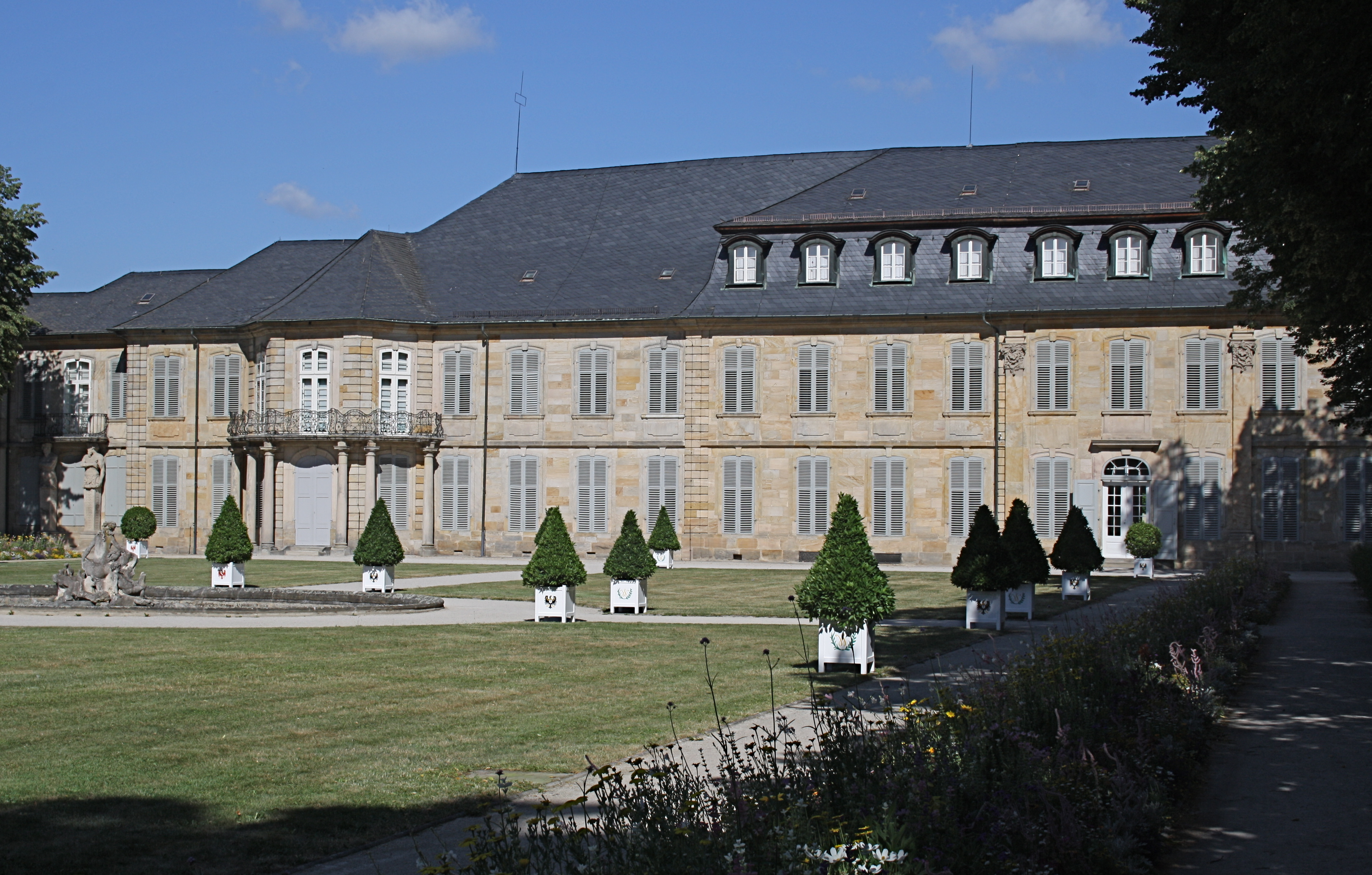
Idem, zuidelijke vleugel
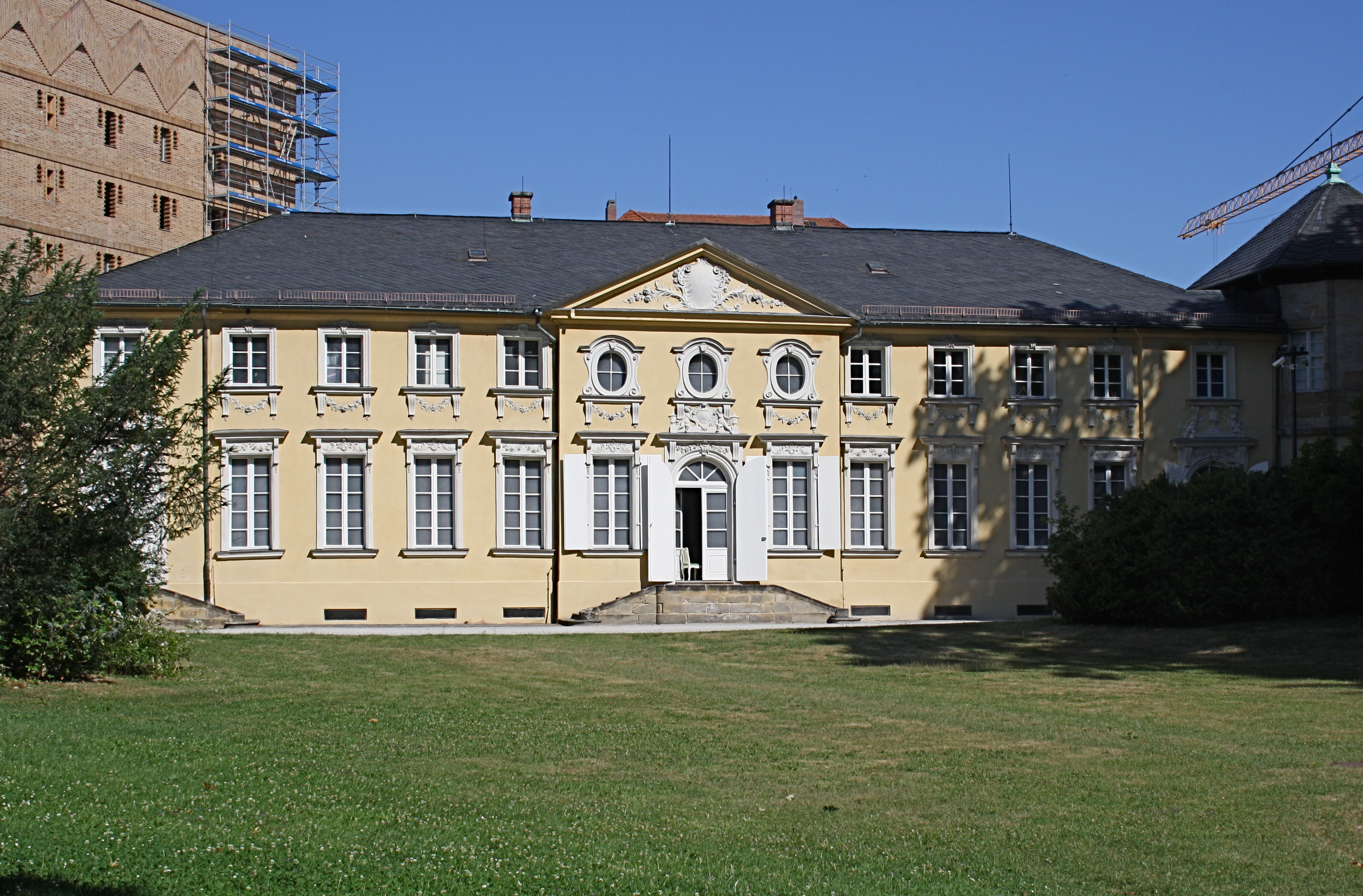
Idem, aanbouw Italienischer Bau (1759)
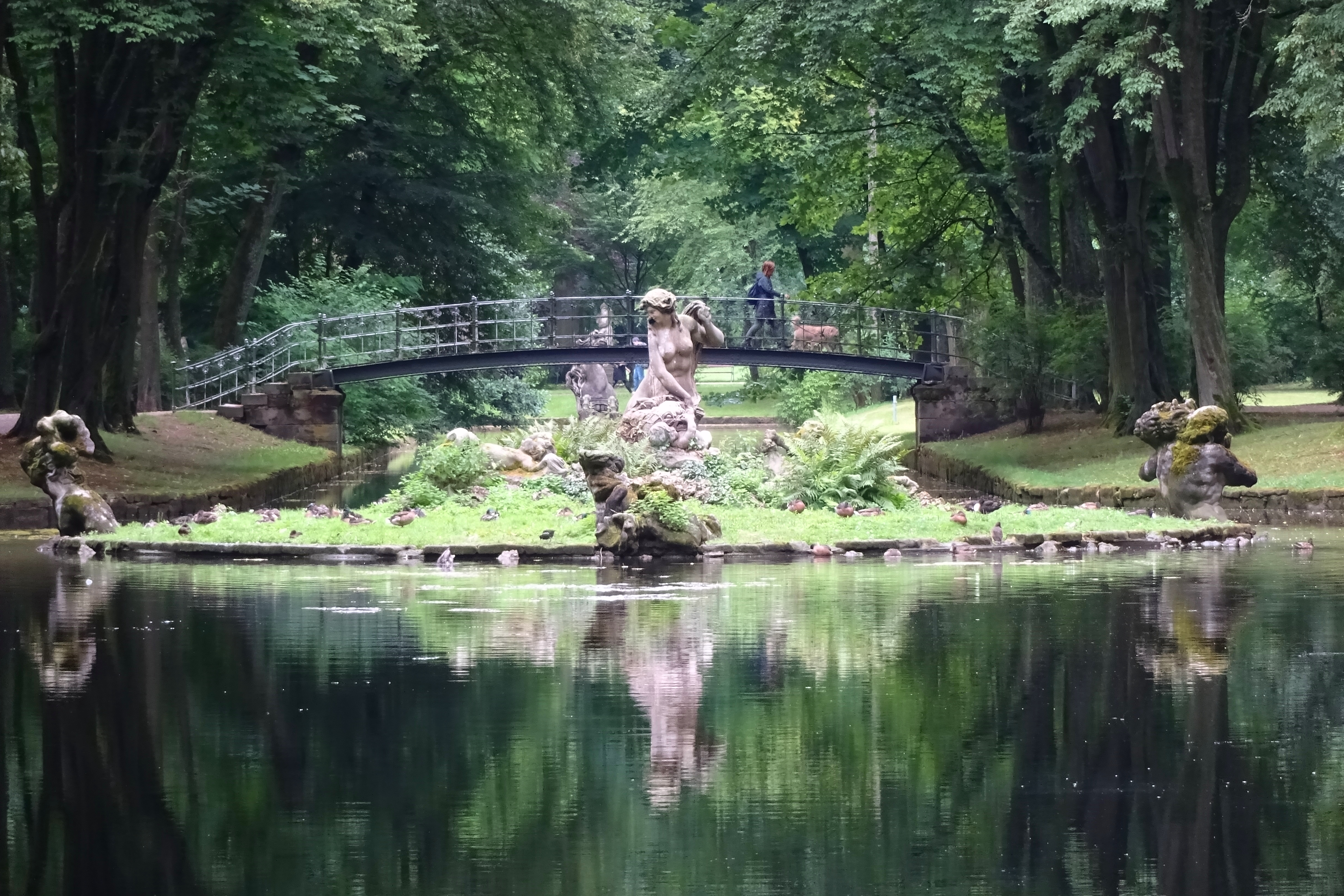
Beeld van de nimf Thetis in de Hofgarten
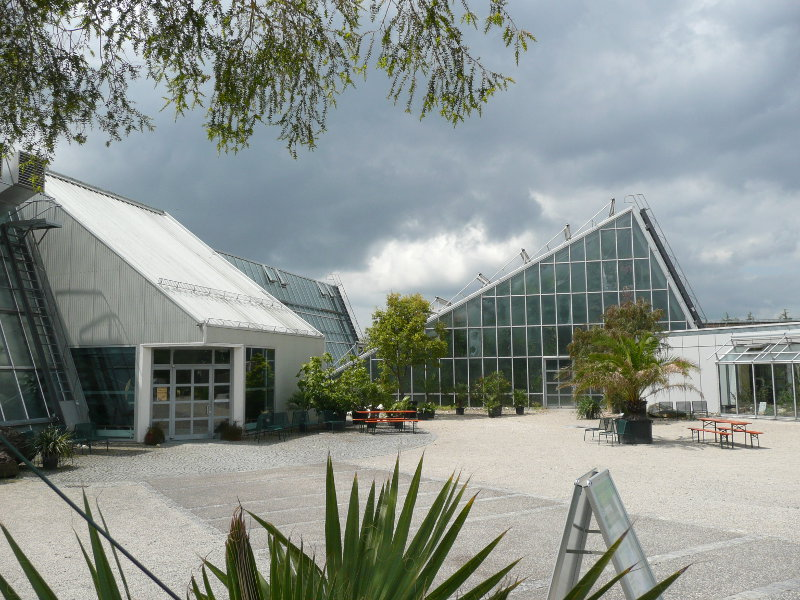
Ingang botanische tuin
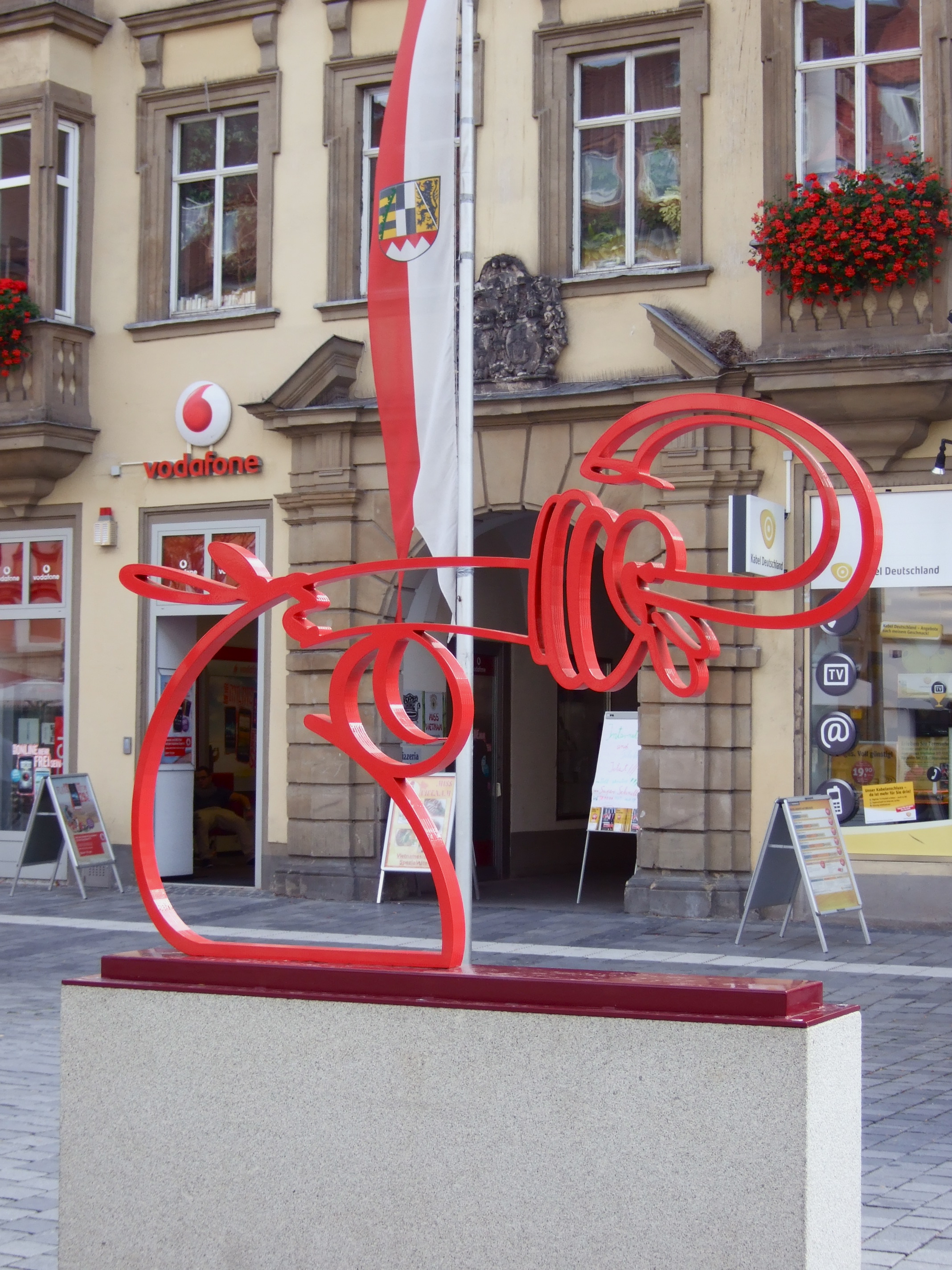
Sculptuur Non Violence, Carl Fredrik Reuterswärd
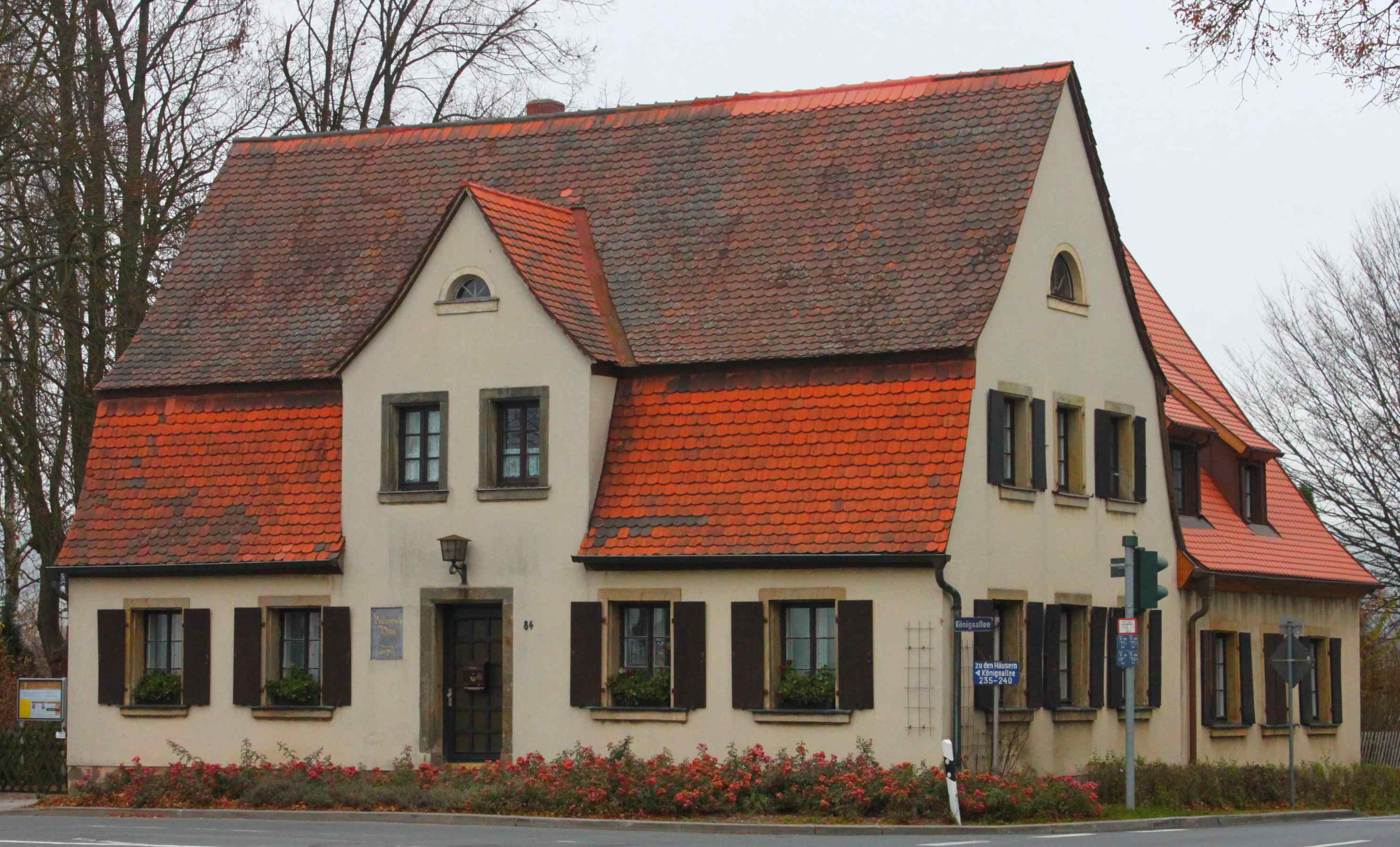
Het 18e-eeuwse huis Rollwenzelei
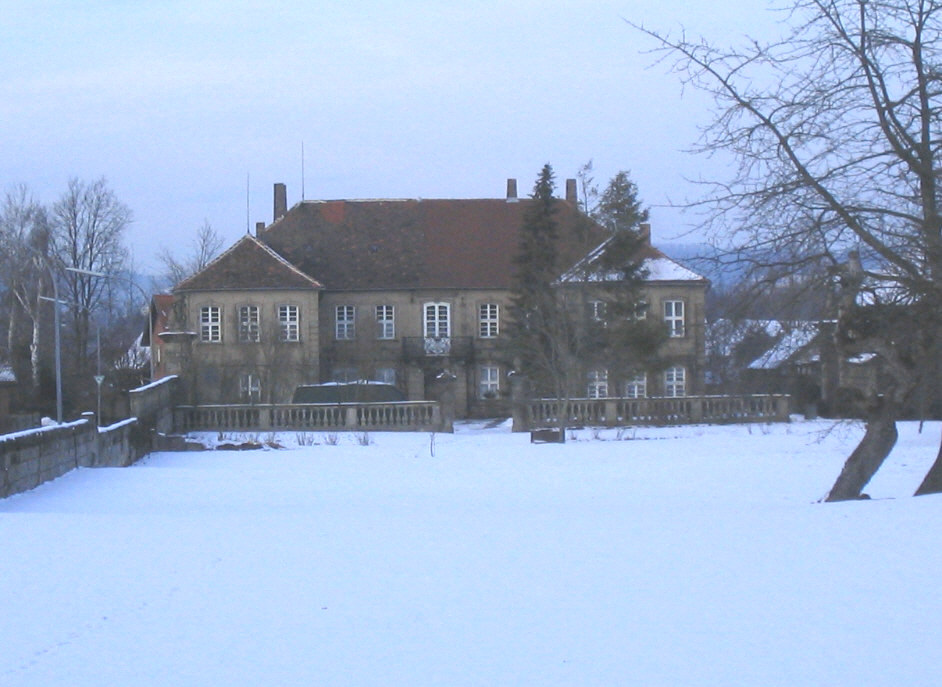
Kasteel Colmdorf
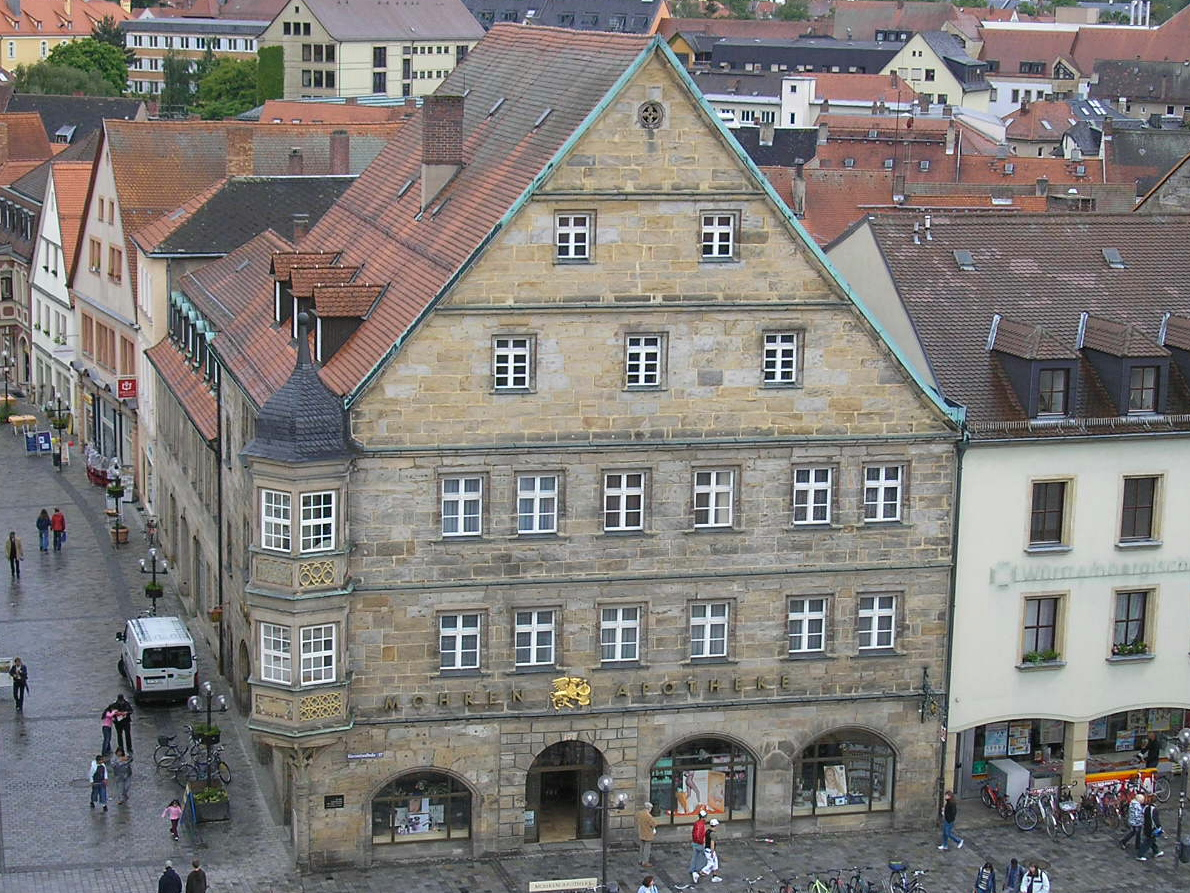
Mohren-apotheek te Bayreuth
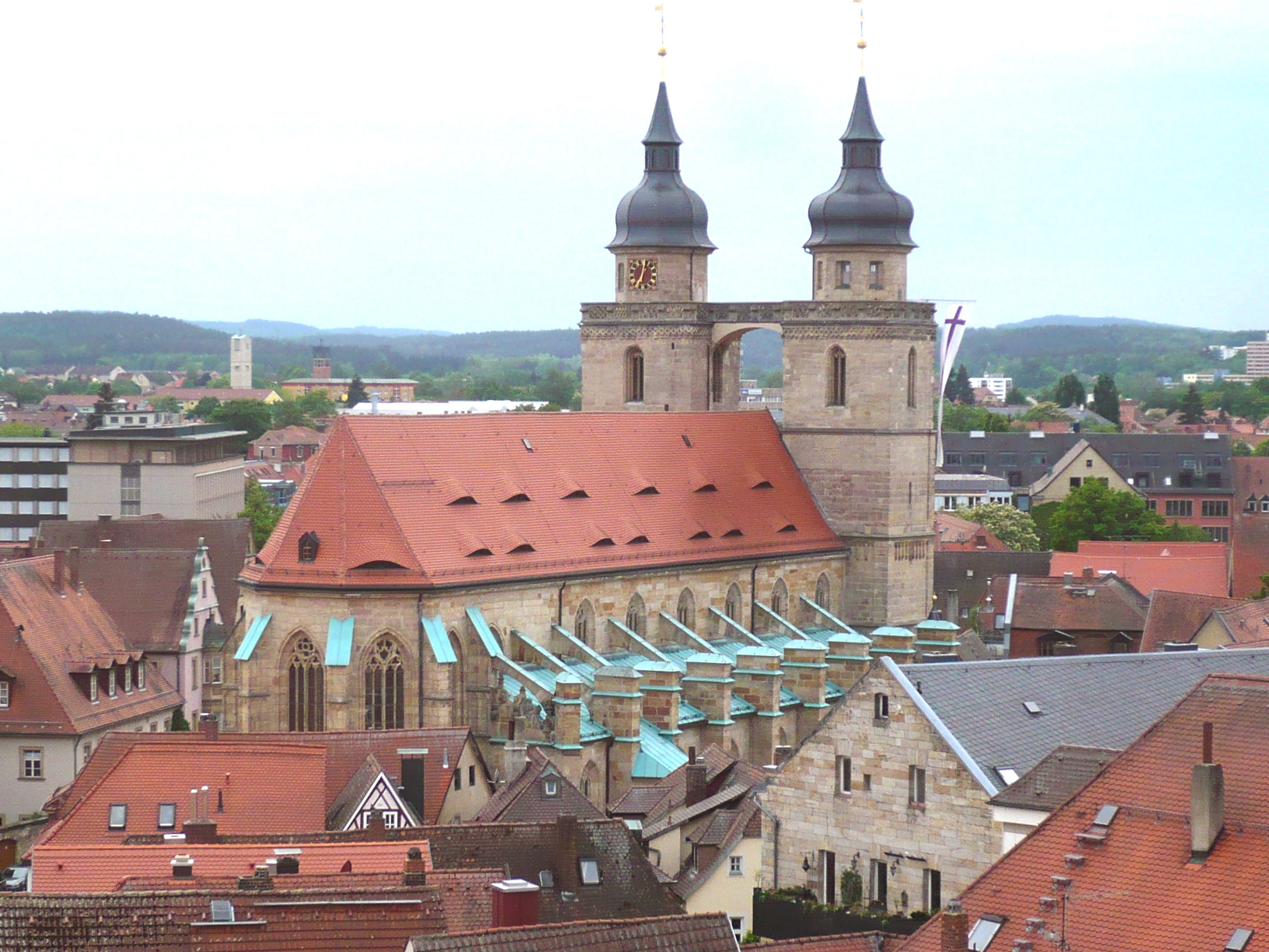
Evang.-lutherse Stadskerk
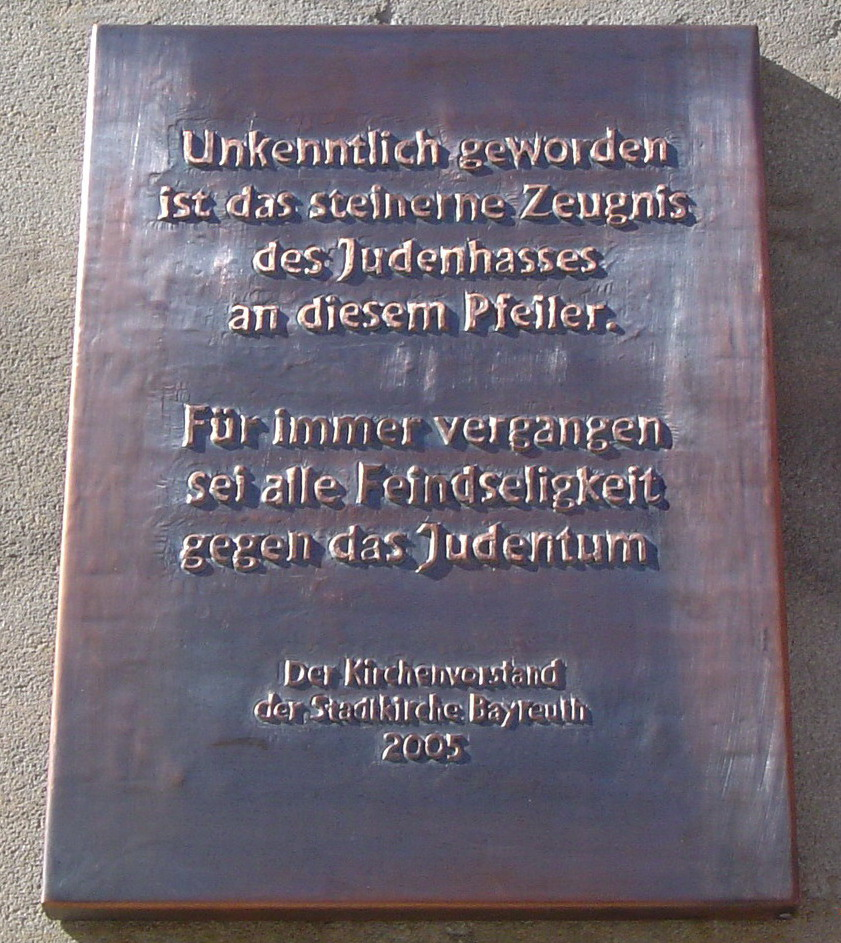
Plaquette i.v.m. verwijdering oude, antisemitische sculptuur Judensau uit deze kerk
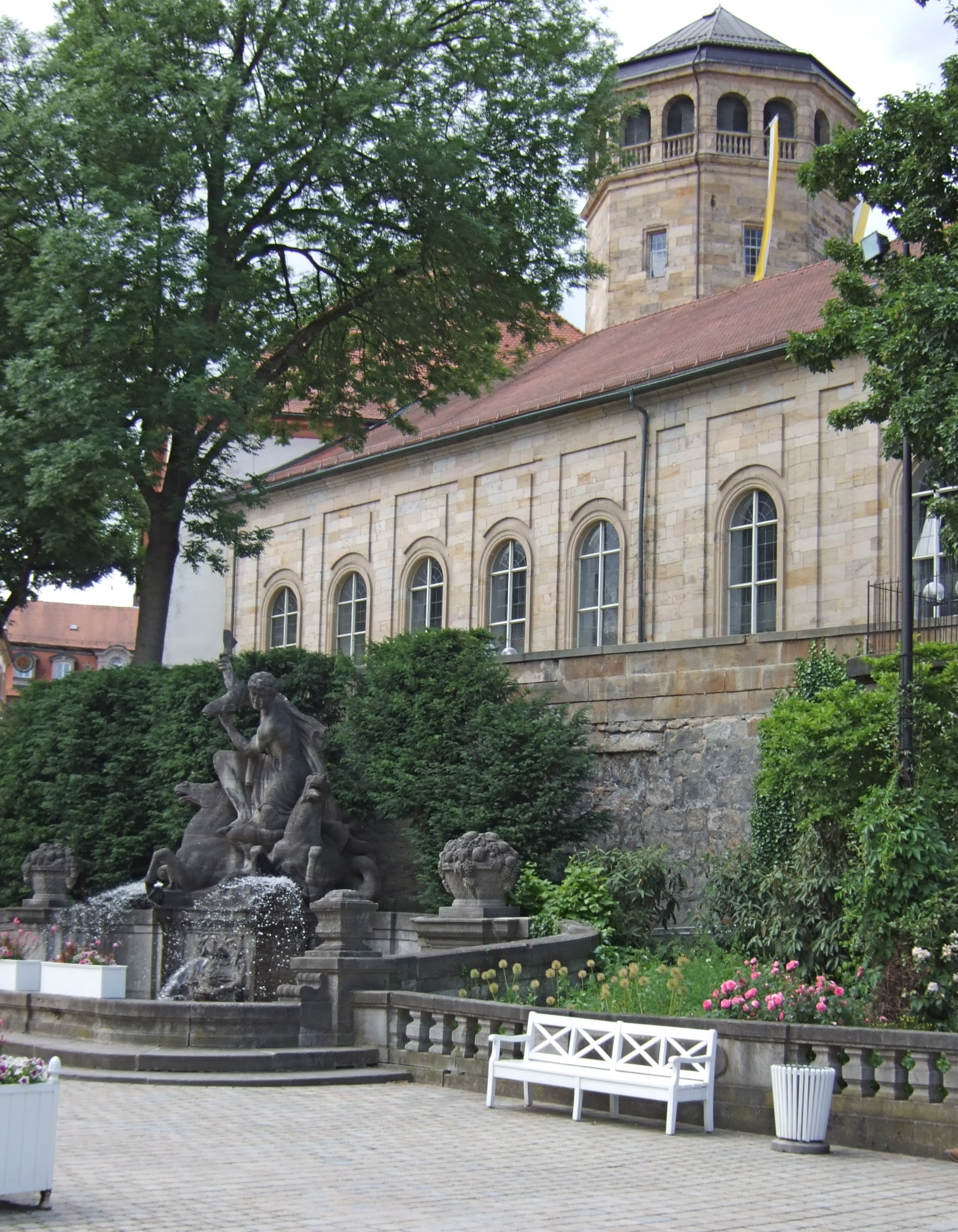
Wittelsbachfontein en Slotkerk
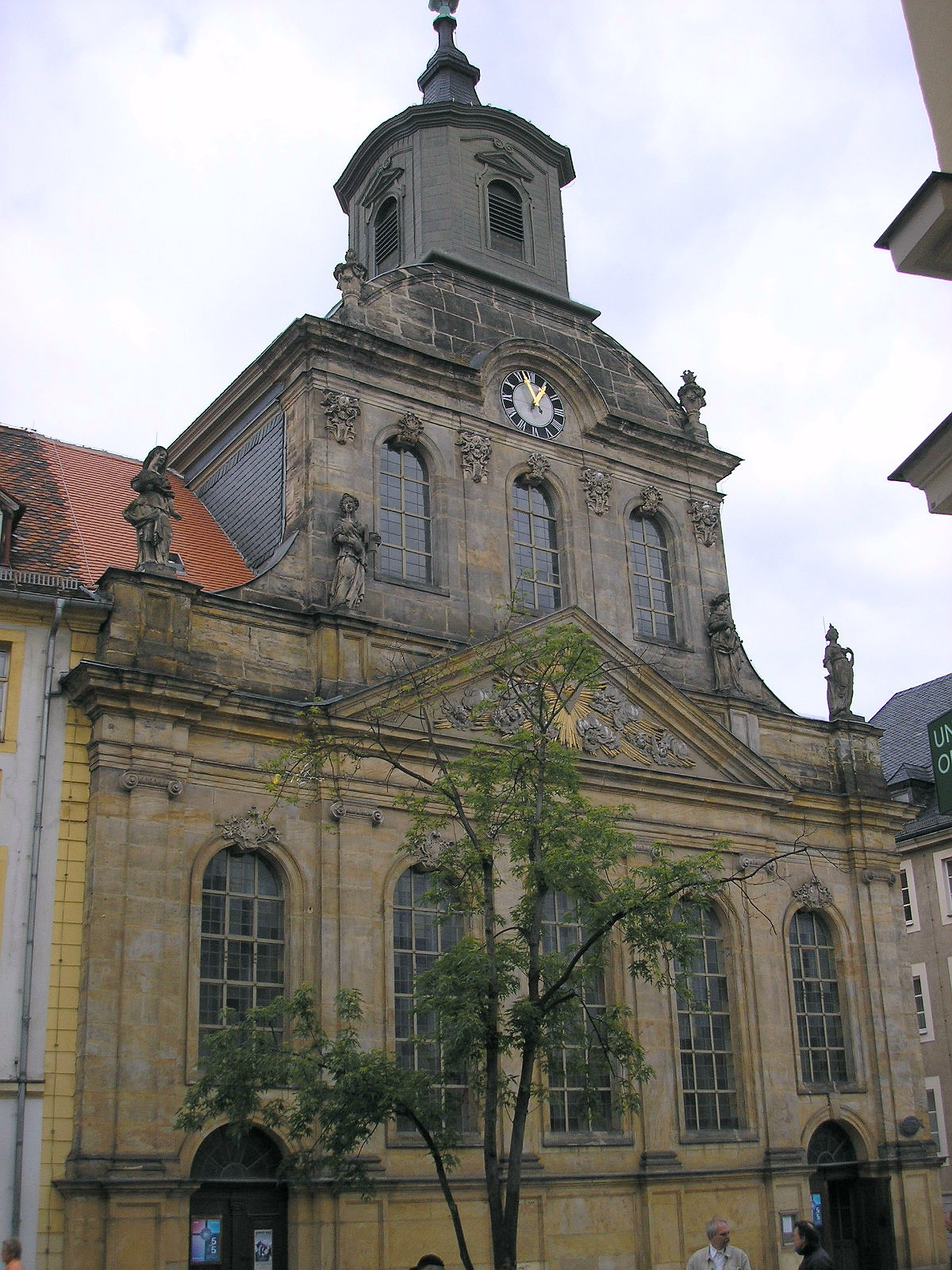
Hospitaalkerk (Spitalkirche)
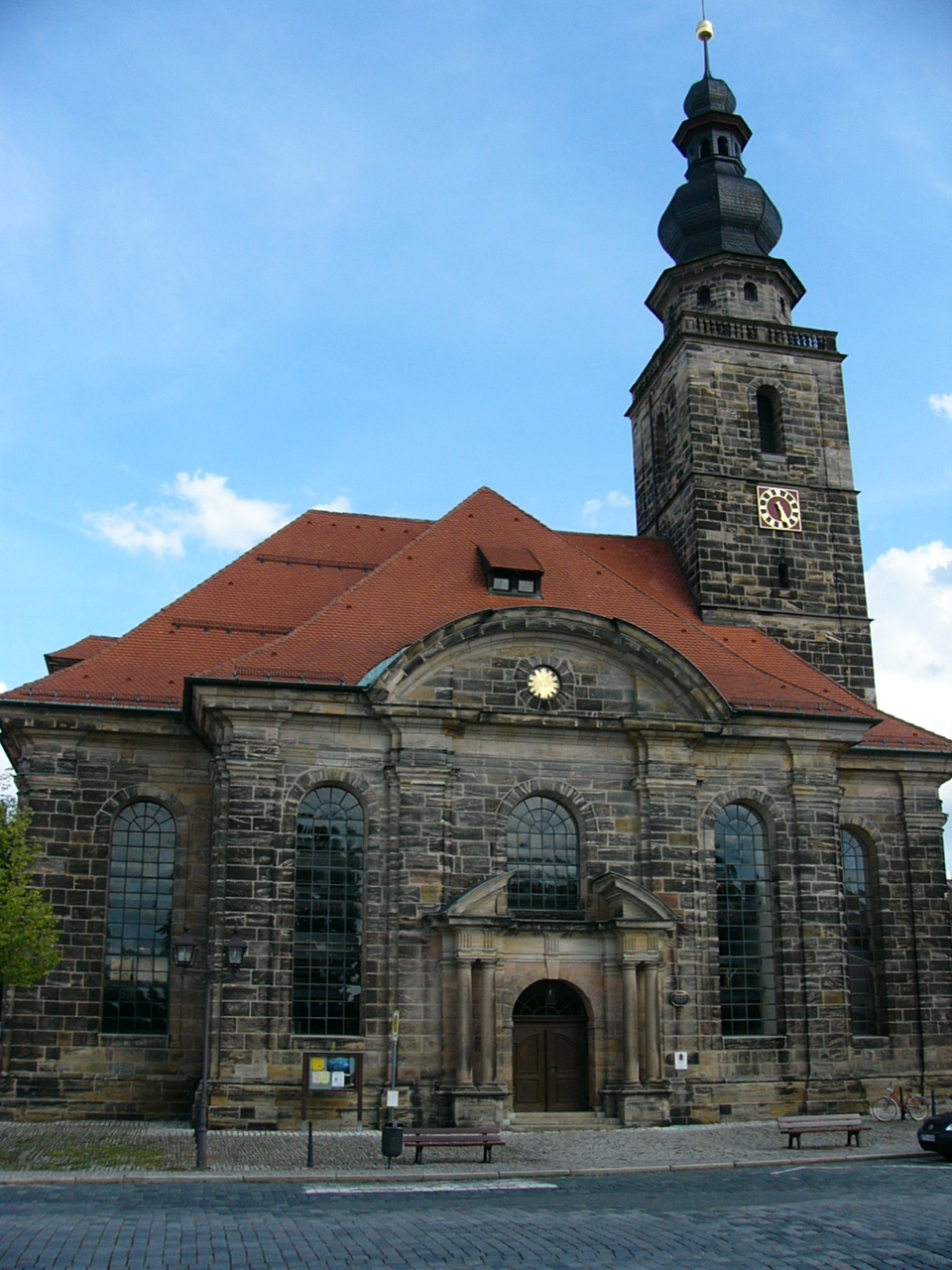
Sint-Joriskerk (Ordenskirche) te St. Georgen
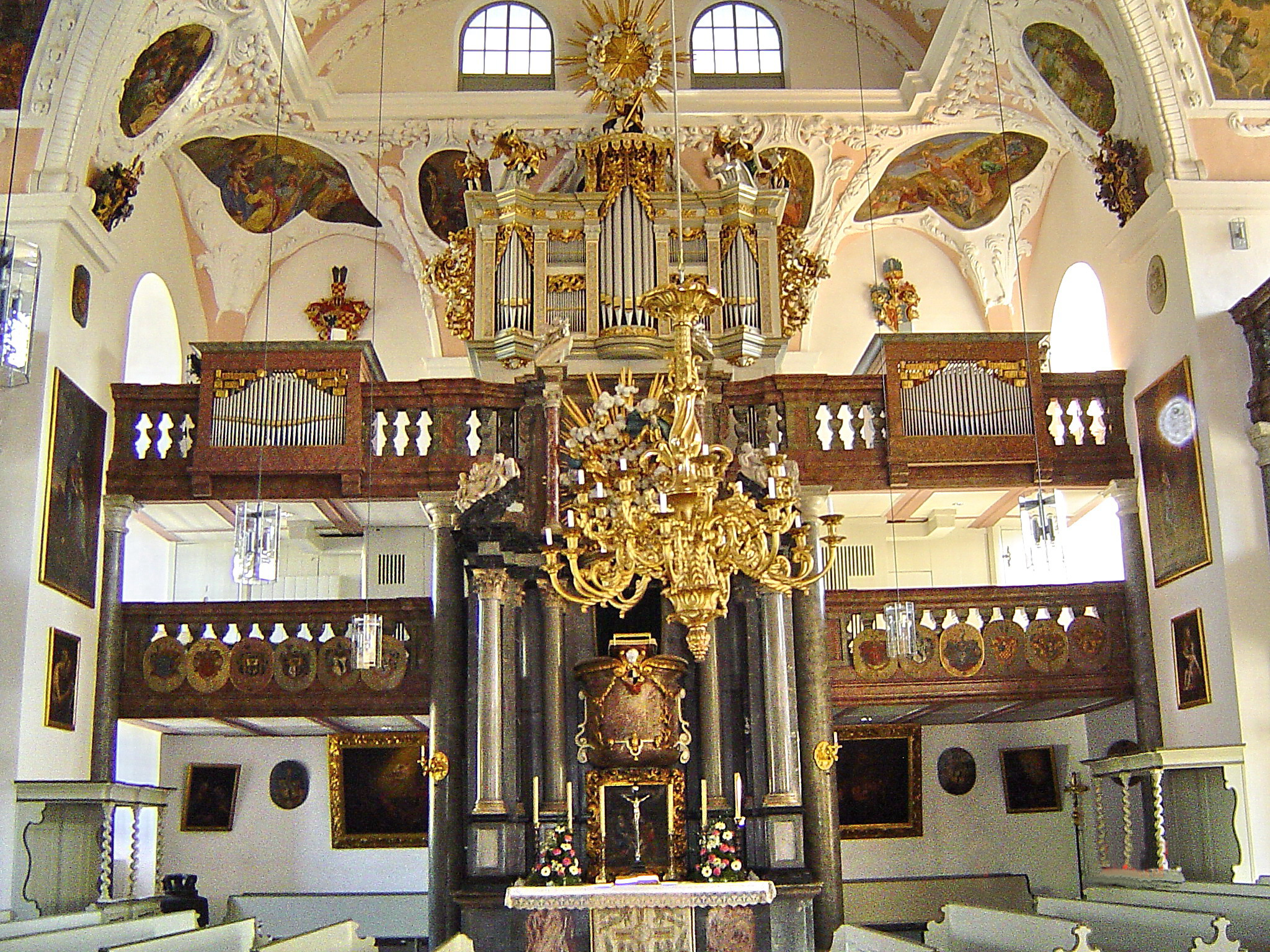
Orgel en altaar in deze kerk
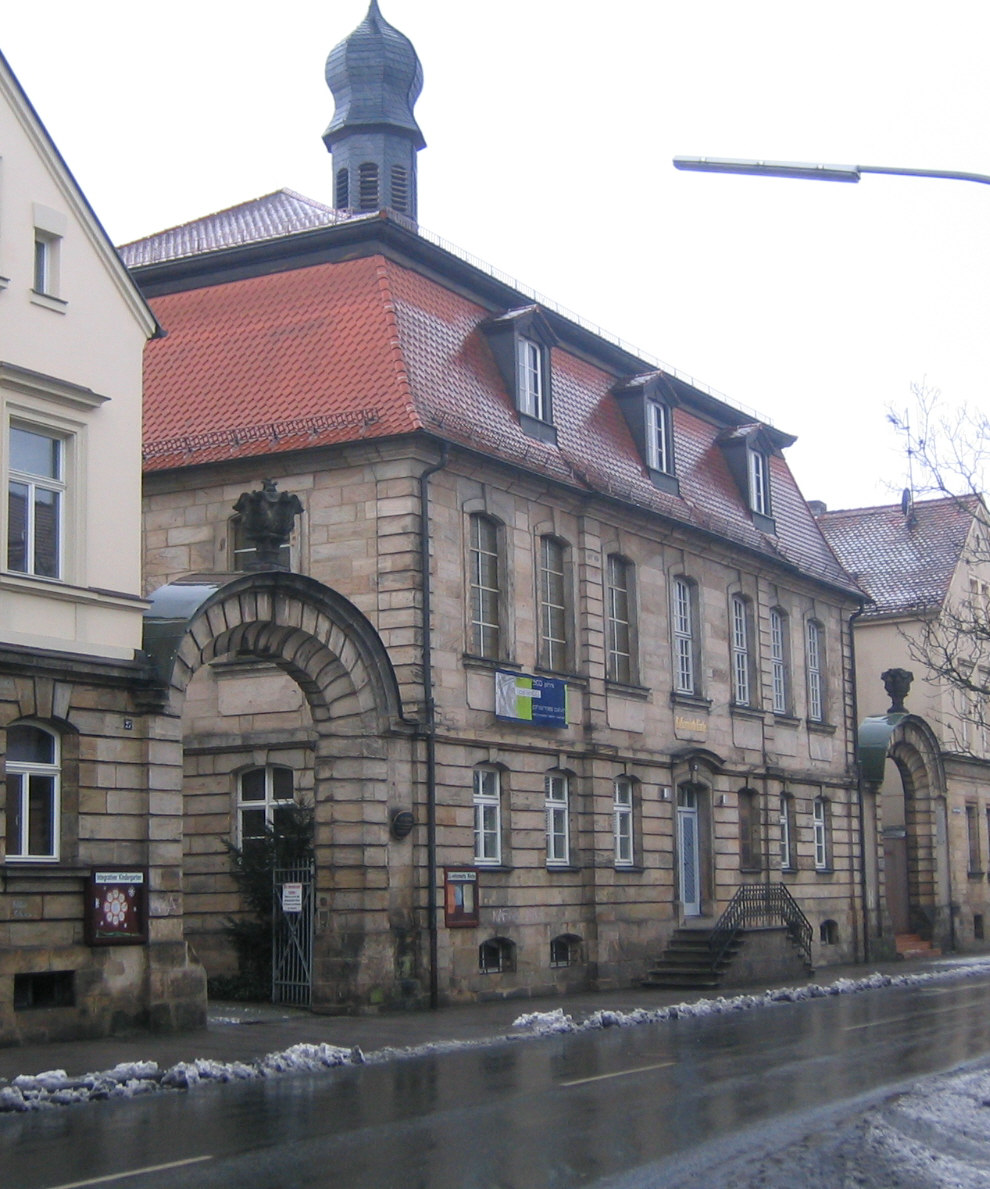
Evangelisch-gereformeerde kerk
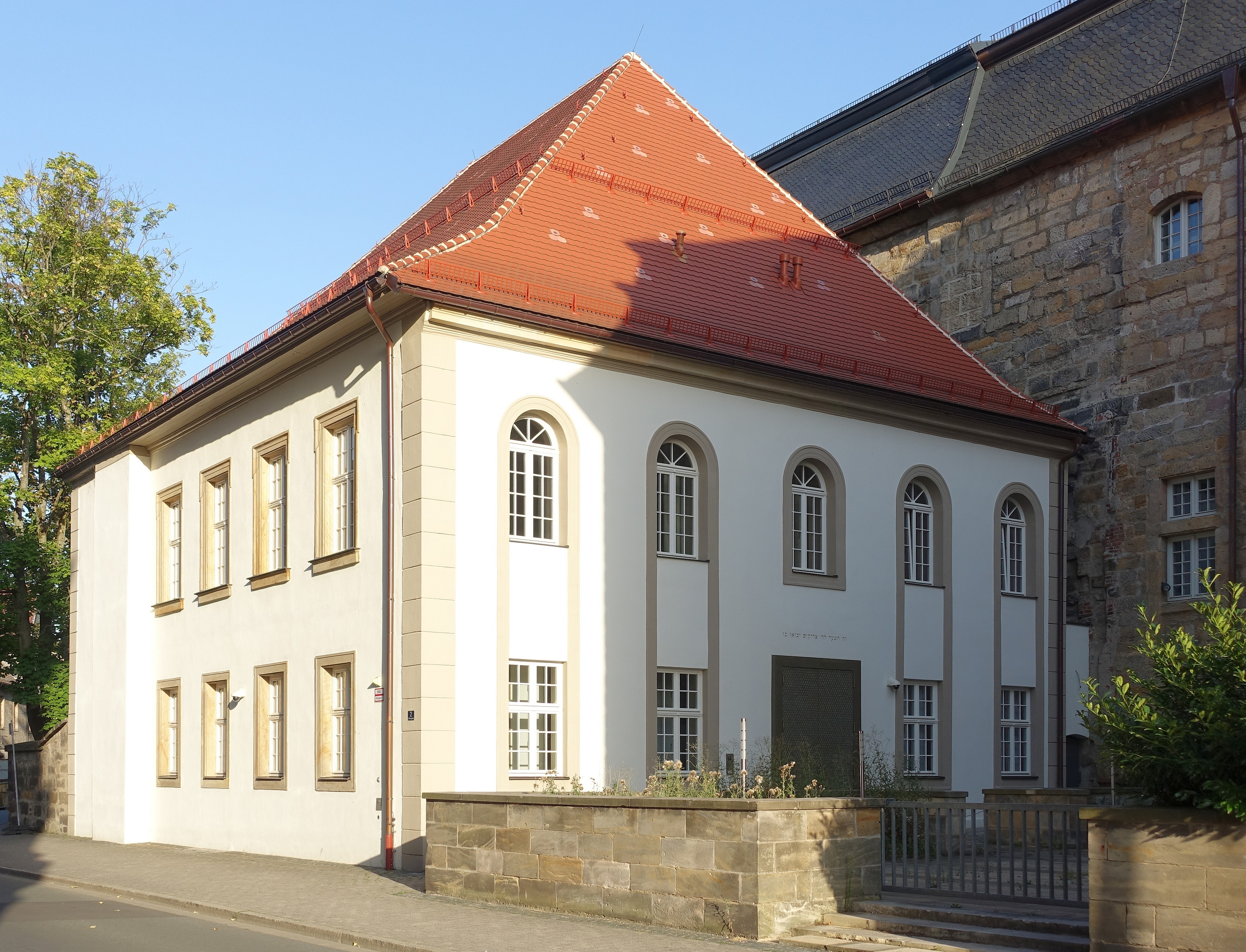
Synagoge
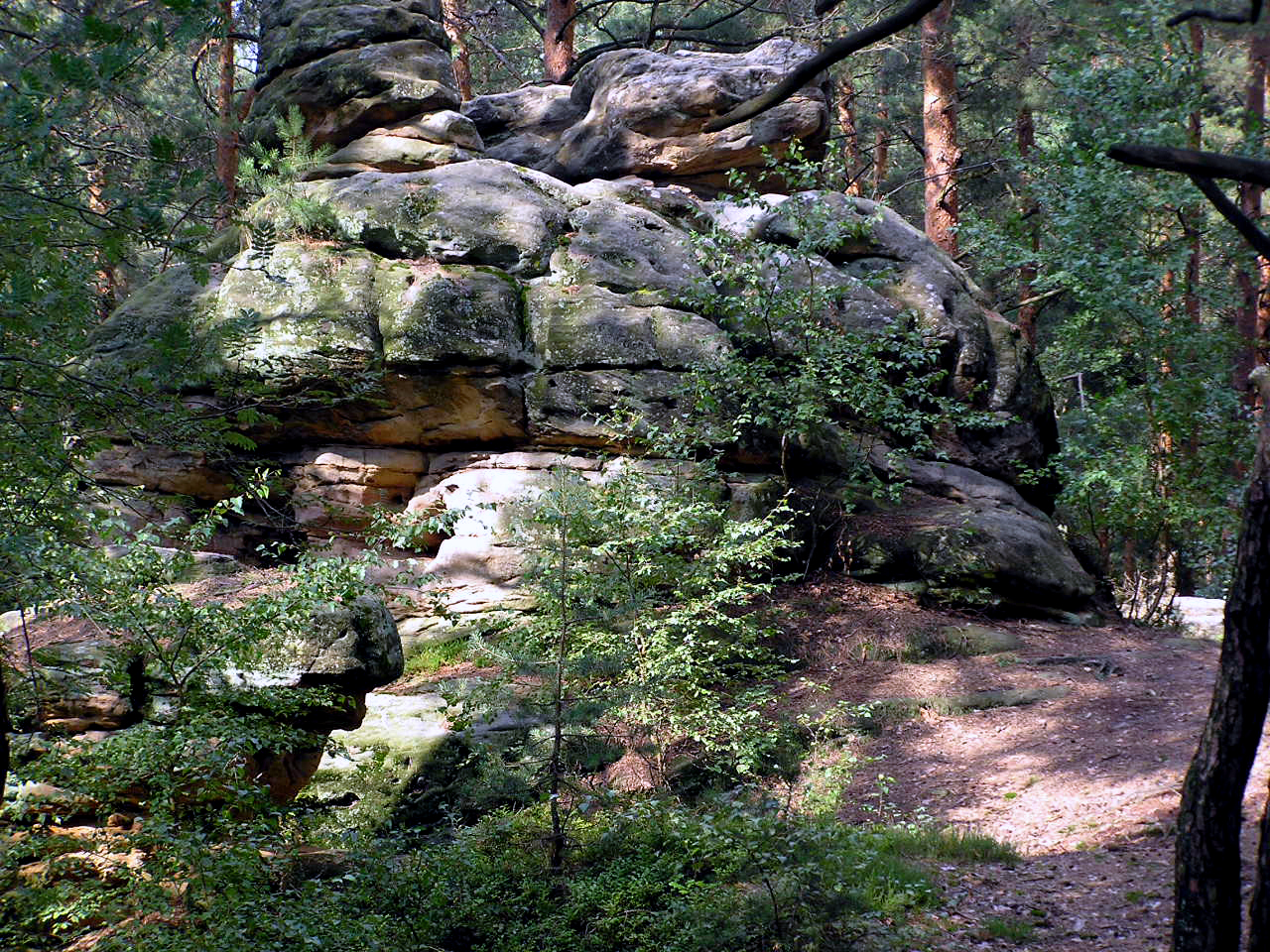
Rotsformatie Buchstein aan de zuidwestelijke grens van de gemeente met Gesees
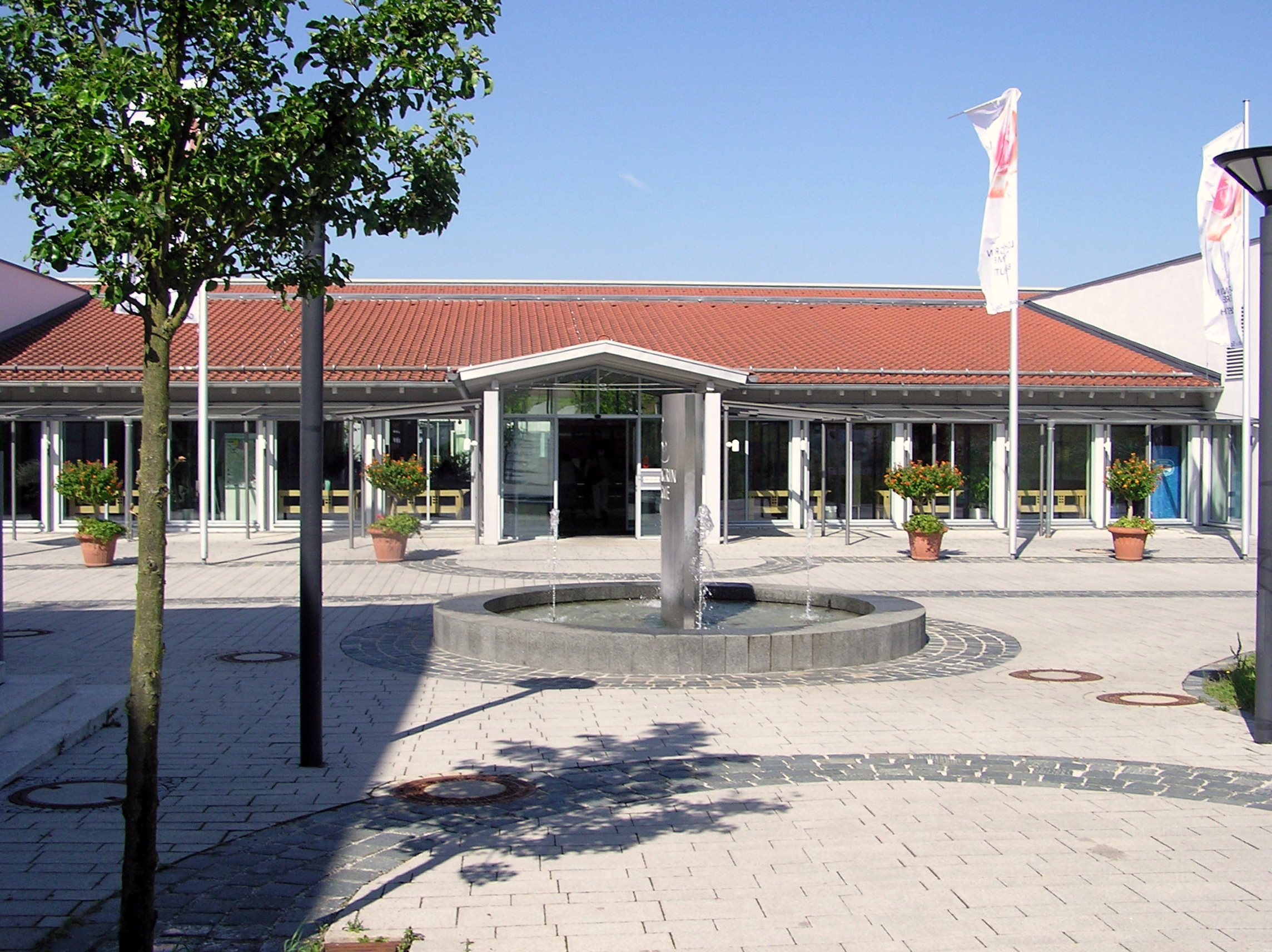
Ingang kuurcentrum Lohengrin-Therme

## Partnersteden
- Annecy, Frankrijk
- Rudolstadt, deelstaat Thüringen, Duitsland
- La Spezia, Italië
- Praag 6, deel van Praag, Tsjechië
- Tekirdağ (stad), Turkije

## Belangrijke personen in relatie tot de gemeente

### Geboren in Bayreuth
- George Albrecht van Brandenburg-Bayreuth (1619-1666), markgraaf van Brandenburg-Kulmbach
- Christiaan Ernst van Brandenburg-Bayreuth (1644-1712), markgraaf van  Brandenburg-Kulmbach
- Christiaan Hendrik van Brandenburg-Bayreuth (1661-1708), markgraaf van  Brandenburg-Kulmbach
- Christiane Eberhardine van Brandenburg-Bayreuth (1671-1727), koningin van Polen
- George Willem van Brandenburg-Bayreuth (1678-1726), markgraaf van  Brandenburg-Kulmbach
- Frans Xaver van Hohenzollern-Hechingen (1720-1765), veldmaarschalk in Oostenrijkse dienst
- Georg Christian Unger (1743-1799), architect, ontwerper van belangrijke rococo-gebouwen te Berlijn en Potsdam, o.a. de Belvédère (Sanssouci) en de Brandenburger Tor (Potsdam)
- Johann Georg Wunderlich (1755-1819), fluitist
- Ludwig Förster (1797-1863), architect, ontwierp in de bouwstijl van het historisme talrijke gebouwen te Wenen, alsmede de Grote Synagoge van Boedapest
- Prinses Henriëtte van Nassau-Weilburg (1797-1829)
- Heinrich von Gagern (1799-1880), liberaal staatsman
- August Riedel (1799-1883), kunstschilder
- Karl Strehl (1864-1940), fysicus, gespecialiseerd in de optica, en wiskundige
- Hans Schemm (1891-1935), een van de beruchtste nazi's van Bayreuth, leider van een lerarenorganisatie voor geheel Nazi-Duitsland
- Robert von Greim (1892-1945), piloot en veldmaarschalk
- Wieland Wagner (1917-1966), operaregisseur, kleinzoon van Richard Wagner; ook zijn zusters Friedelind (1918-1991) en Verena (1920-2019)[5], en broer Wolfgang (1919-2010) werden te Bayreuth geboren
- Max von der Grün (1926-2005), schrijver (schrijvende arbeider), o.a. van het bekende, enkele malen verfilmde, jeugdboek Vorstadtkrokodile (1976), politiek medestander van Günter Wallraff
- Rolf Heissler (1948-2023), voormalig lid van de Rote Armee Fraktion
- Anne Haug (1983), triatlete
- Florian Mayer (1983), tennisser
- Philipp Petzschner (1984), tennisser

### Overleden in Bayreuth
- Christiaan van Brandenburg-Bayreuth (1581-1655), markgraaf van  Brandenburg-Kulmbach
- Wilhelmina van Pruisen (1709-1758), prinses van Pruisen
- Frederik van Brandenburg-Bayreuth (1711-1763),  markgraaf van  Brandenburg-Kulmbach
- Jean Paul (1763-1825), schrijver
- Franz Liszt (1811-1886), componist
- Cosima Wagner (1837-1930), dochter van Franz Liszt en echtgenote van Richard Wagner
- Emil Warburg (1846-1931), natuurkundige
- Oskar Panizza (1853-1921), avant-gardeschrijver
- Houston Stewart Chamberlain (1855-1927), Engels-Duits antisemitisch schrijver
- Siegfried Wagner (1869-1930), componist en dirigent, zoon van Richard Wagner

### Overigen
- Hertog Otto VI van Andechs, overleden te Bamberg op 2 mei 1196. Deze was als Otto II de eerste bisschop van het Aartsbisdom Bamberg
- De nog jonge Alexander von Humboldt was van 1792 tot begin 1797 een doortastend en succesvol mijnbouwinspecteur met standplaats te Bayreuth; daadwerkelijk gewoond heeft Humboldt er waarschijnlijk niet, want hij reisde voor zijn werk alle mijnbouwlocaties langs, o.a. te Goldkronach.
- Albert Kesselring (1885-1960), Duits veldmaarschalk tijdens de Tweede Wereldoorlog, woonde als tiener te Bayreuth
- Winifred Wagner, echtgenote van Siegfried Wagner, leidde de Bayreuther Festspiele van 1930 tot 1944